# Sotchi

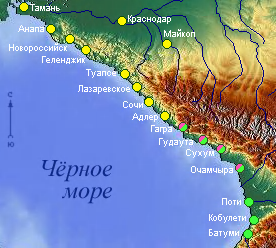
Carte de l'est de la mer Noire : villes russes (en jaune) dont Sotchi (Сочи), et villes en Géorgie (en rose/vert).

Sotchi (en russe : Сочи ; en adyguéen : Шәача, Cheuatcha ; en géorgien : სოჭი) est une ville et une station balnéaire côtière de la mer Noire, située au pied des montagnes Caucase, dans le kraï de Krasnodar, en Russie. Elle bénéficie d'un climat subtropical humide (Cfa dans la classification de Koppen) permettant notamment la culture des agrumes et du théier et rend la ville particulièrement attractive sur le plan touristique. La région a autrefois appartenu aux territoires de la Circassie. La ville est fondée en 1838, avec l'implantation d'un fort russe.
Sa population s'élevait à 444 989 habitants en 2024. Sotchi forme avec les villes avoisinantes une ville-arrondissement (ce que l'on appelle de manière non officielle le « Grand-Sotchi »), dont elle est le chef-lieu administratif. L'ensemble comptait 561 793 habitants en 2023. Sotchi a été la ville hôte des Jeux olympiques d'hiver de 2014, son parc olympique est aujourd'hui le théâtre du Grand Prix de Russie de Formule 1, et la ville fut l'un des sites de la Coupe du monde de football de 2018.

## Géographie
Elle est située à l'ouest du Caucase et sur la côte nord-est de la mer Noire. Par sa situation géographique, Sotchi a hérité des cultures européennes et asiatiques. Le relief augmente de façon drastique à quelques centaines de mètres de la ligne de côte. Les contreforts du Caucase occidental atteignent des altitudes de 2 000 à plus de 3 300 mètres, et ceci à moins de cinquante kilomètres des côtes.

### Ville de Sotchi
La ville de Sotchi se trouve à 170 km au sud-est de Krasnodar et à 1 360 km au sud de Moscou.  Elle est baignée à l'ouest par la mer Noire, et bordée au nord-est, à l'est et au sud-est par les crêtes du Grand Caucase.
Les proximités de la mer et d’une grande chaîne de montagnes entrainent une forte accumulation d’humidité. L’automne sotchien connait un fort taux de précipitations. Les pluies côtières se transforment en neige dans les régions montagneuses. Le village de Krasnaïa Poliana à seulement 520 mètres d'altitude et situé à moins d’une heure de voiture de la côte, connait ainsi de forts épisodes neigeux. Une grande partie des compétitions des Jeux Olympiques d’hiver 2014 ont ainsi pu s'y dérouler.
Du fait de conditions climatiques favorables, la faune et la flore de la région de Sotchi sont très variées. Dès 1924, un parc naturel de 280 000 hectares administré par l’État a été créé sur les pentes nord et sud du Caucase occidental. En 1979, ce parc a été intégré au sein du programme de l’UNESCO « Homme et Biosphère ». Puis en 1999, il a été classé au Patrimoine mondial de l’Humanité. Trois cent deux hectares de ce parc se trouvent dans les zones de Sotchi et de Khosta.

### Le «Grand-Sotchi»
Depuis la réforme de 1961, à la ville même de Sotchi se sont rajoutées trois subdivisions suburbaines (raïons regroupant eux-mêmes des microraïons), Lazarevskoïe, Adler et Khosta, en plus du raïon central recoupant le centre-ville. L'entité du « Grand-Sotchi » s'étire sur 145 kilomètres de côtes. Le Grand Sotchi s'étale de la rivière Chepsi au nord-ouest, jusqu'à la rivière Psoou qui marque la frontière avec la Géorgie. Les pistes de l'aéroport international de Sotchi à Adler longent la rivière Mzymta avant qu'elle se jette dans la mer Noire.
Créé en 1983, le « parc national de Sotchi » (193 700 hectares) a pour objectif de conserver et d’utiliser le paysage naturel et culturel de façon méthodique. La région du grand Sotchi située sur le territoire du parc est divisée en plusieurs zones d’activité protégées.

Carte du Grand Sotchi.

### Climat
Sotchi jouit d'un climat subtropical humide particulier, appelé climat pontique. Son office de tourisme promouvant la station de Sotchi vante ces qualités climatiques par le slogan suivant : « Vous pouvez nager dans la mer d’avril à octobre et skier d’octobre à mai. »

#### Conditions climatiques
Comme toute la zone côtière intérieure bordant la mer Noire située au sud de la ville de Touapsé, la région de Sotchi bénéficie d'un climat océanique chaud, de type « Cfa » dans la classification de Köppen :
- les températures d'été se situent en moyenne entre 26 °C et 28 °C pour les maximales. Sotchi bénéficie de deux cents jours de soleil par an et son mois de juillet a une température moyenne de +23° ;
- les températures en hiver tombent rarement au-dessous de zéro. La température moyenne en janvier est de +4°. Cependant en hiver, la neige et le gel sont possibles à Sotchi ;
- les précipitations sont abondantes toute l'année avec un total annuel de 1 644 mm, les mois les plus arrosés étant ceux de novembre et décembre.

#### Météorologie
L'année se partage équitablement entre soleil et précipitations pluvieuses ou neigeuses.
- Température record la plus froide : −13,4 °C (janvier 1892)
- Température record la plus chaude : 39,4 °C (juillet 2000)
- Nombre moyen de jours avec de la neige dans l'année : 13

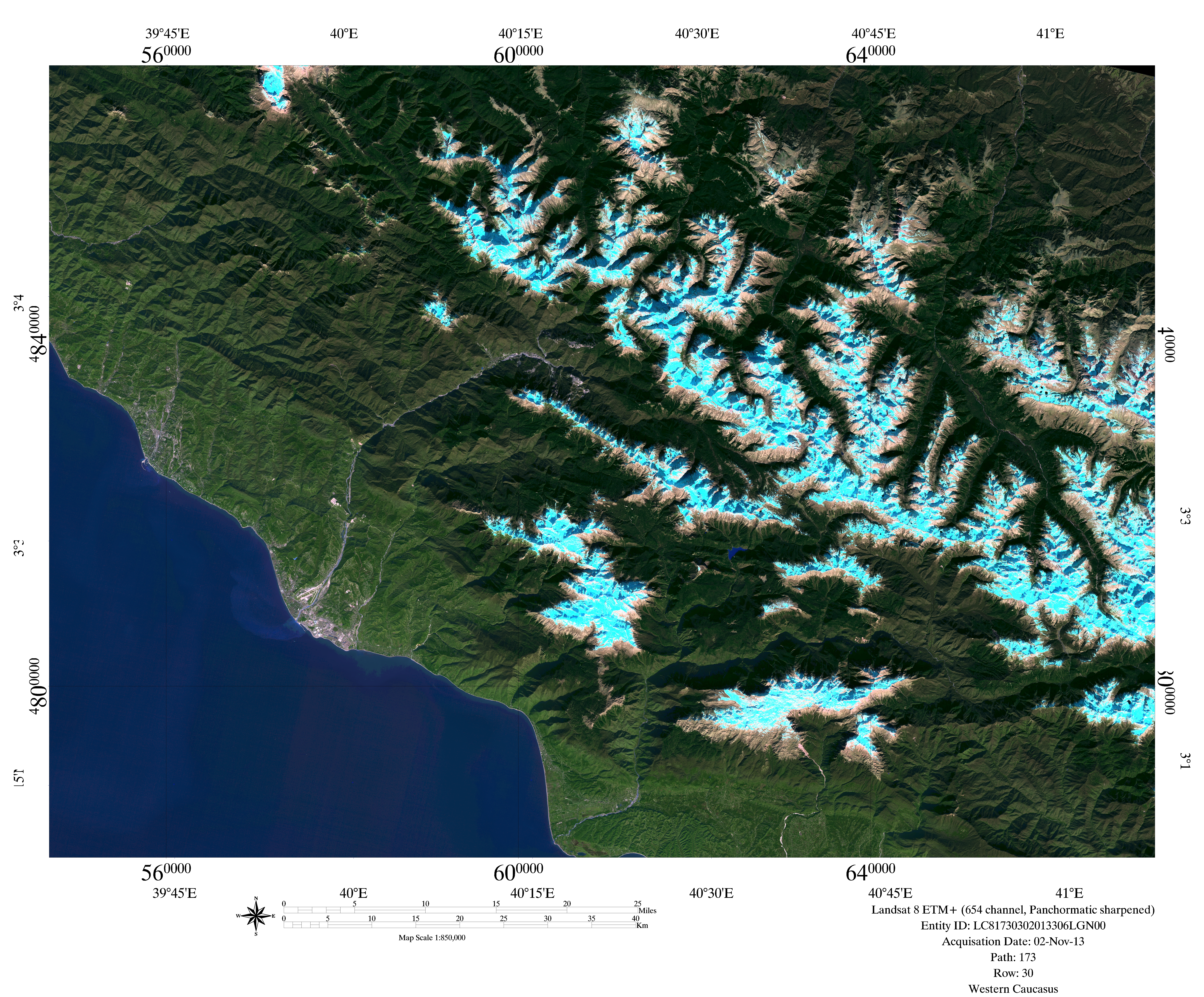
Vue satellite du Grand-Sotchi.

- Nombre moyen de jours de pluie dans l'année : 154
- Nombre moyen de jours avec de l'orage dans l'année : 43
- Nombre moyen de jours avec présence de givre dans l'année: 26

| Mois                                  | jan.       | fév.       | mars    | avril     | mai       | juin      | jui.      | août      | sep.     | oct.      | nov.      | déc.      | année      |
| ------------------------------------- | ---------- | ---------- | ------- | --------- | --------- | --------- | --------- | --------- | -------- | --------- | --------- | --------- | ---------- |
| Température minimale moyenne (°C)     | 3,8        | 3,7        | 5,6     | 9         | 13,3      | 17,4      | 20        | 20,7      | 16,9     | 13,1      | 8,5       | 5,7       | 11,5       |
| Température moyenne (°C)              | 6,3        | 6,5        | 8,6     | 12,3      | 16,6      | 20,9      | 23,7      | 24,3      | 20,5     | 16,2      | 11,4      | 8,3       | 14,6       |
| Température maximale moyenne (°C)     | 9,9        | 10,4       | 12,7    | 17        | 21,2      | 25,4      | 27,9      | 28,6      | 25,2     | 20,7      | 15,6      | 12        | 18,9       |
| Record de froid (°C) date du record   | −13,4 1892 | −12,6 1911 | −7 1985 | −5 2004   | 3 1986    | 7,1 1978  | 12,6 1982 | 10,4 1923 | 2,7 1941 | −3,2 1965 | −5,4 1914 | −8,3 1904 | −13,4 1892 |
| Record de chaleur (°C) date du record | 22,4 2021  | 23,5 1901  | 30 1901 | 33,7 1915 | 34,7 2007 | 35,2 2002 | 39,4 2000 | 38,5 1961 | 36 1899  | 32,1 2003 | 29,1 1938 | 23,5 2010 | 39,4 2000  |
| Ensoleillement (h)                    | 96         | 105        | 145     | 161       | 221       | 258       | 279       | 281       | 226      | 195       | 121       | 86        | 2 174      |
| Précipitations (mm)                   | 177        | 134        | 133     | 109       | 107       | 95        | 120       | 106       | 140      | 177       | 175       | 178       | 1 651      |
| dont neige (cm)                       | 1          | 1          | 0       | 0         | 0         | 0         | 0         | 0         | 0        | 0         | 0         | 0         | 2          |
| Nombre de jours avec précipitations   | 19         | 18         | 18      | 18        | 16        | 14        | 11        | 10        | 13       | 15        | 17        | 20        | 189        |
| Humidité relative (%)                 | 73         | 72         | 72      | 75        | 79        | 79        | 79        | 78        | 76       | 76        | 74        | 72        | 75         |
| Nombre de jours avec neige            | 6          | 6          | 3       | 0,3       | 0         | 0         | 0         | 0         | 0        | 0         | 1         | 4         | 20         |
| Nombre de jours d'orage               | 2          | 1          | 1       | 1         | 3         | 7         | 8         | 8         | 9        | 5         | 3         | 2         | 50         |
| Nombre de jours avec brouillard       | 0,4        | 1          | 1       | 4         | 2         | 1         | 0,1       | 0,03      | 0,2      | 0,1       | 0,4       | 0,1       | 10         |

| Diagramme climatique                                  |            |            |        |             |            |           |             |             |             |            |          |
| J                                                     | F          | M          | A      | M           | J          | J         | A           | S           | O           | N          | D        |
| 9,93,8177                                             | 10,43,7134 | 12,75,6133 | 179109 | 21,213,3107 | 25,417,495 | 27,920120 | 28,620,7106 | 25,216,9140 | 20,713,1177 | 15,68,5175 | 125,7178 |
| Moyennes : • Temp. maxi et mini °C • Précipitation mm |            |            |        |             |            |           |             |             |             |            |          |

## Urbanisme

### Espaces verts et nature

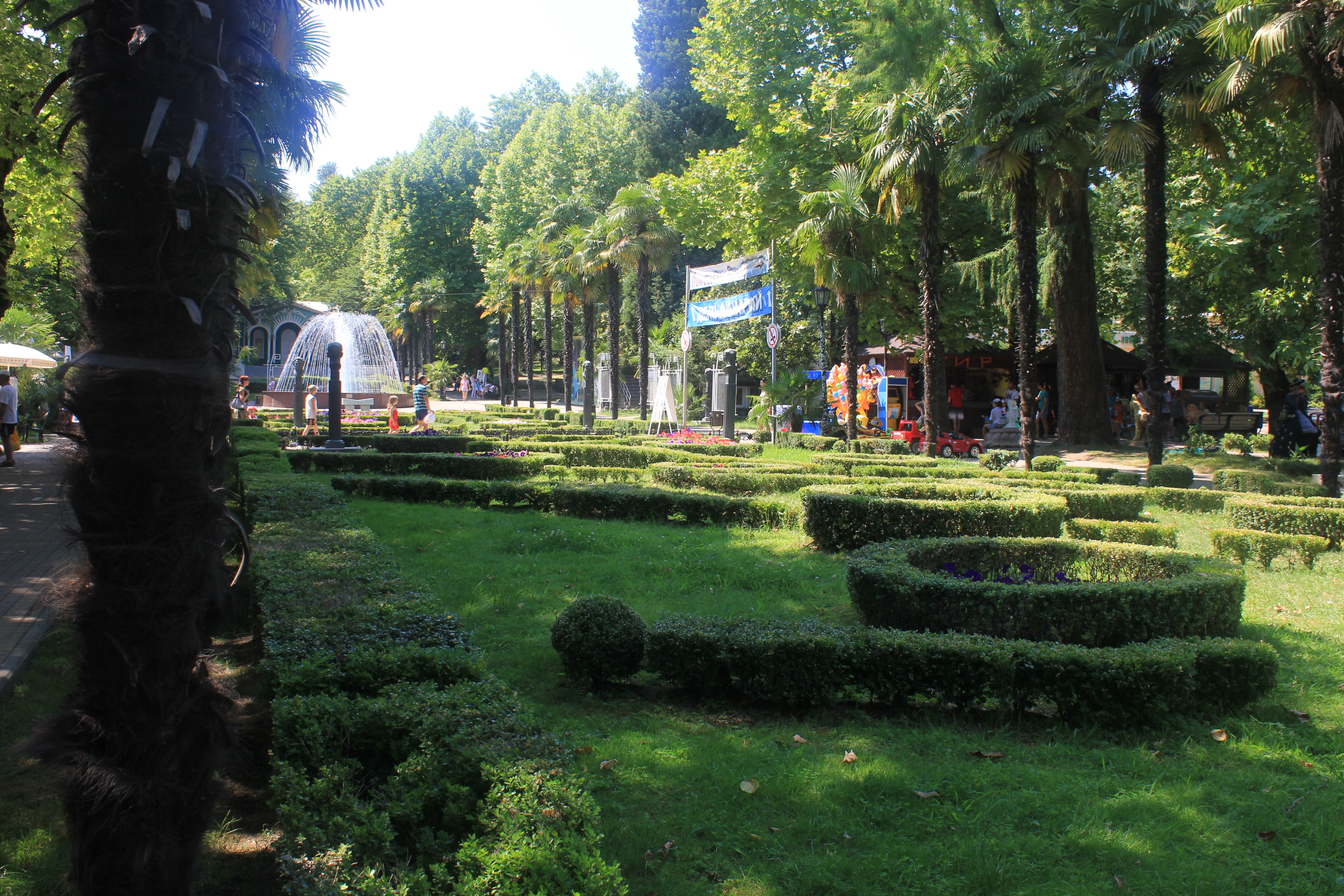
Le parc Riviera.

De nombreux parcs et espaces verts se trouvent à Sotchi et dans le Grand-Sotchi, comme le dendrarium de Sotchi, le parc Riviera formé à la fin du XIXe siècle, qui dispose d'un delphinarium, le jardin botanique, le parc dendrologique d'Adler, le musée de l'Amitié de Matsesta (qui concerne la nature), etc.
Les passionnés de nature peuvent visiter le parc national de Sotchi qui s'étend sur les montagnes des environs ou la réserve naturelle du Caucase, ou visiter les vignobles et les plantations de thé de Dagomys.

### Voies de communication et transports

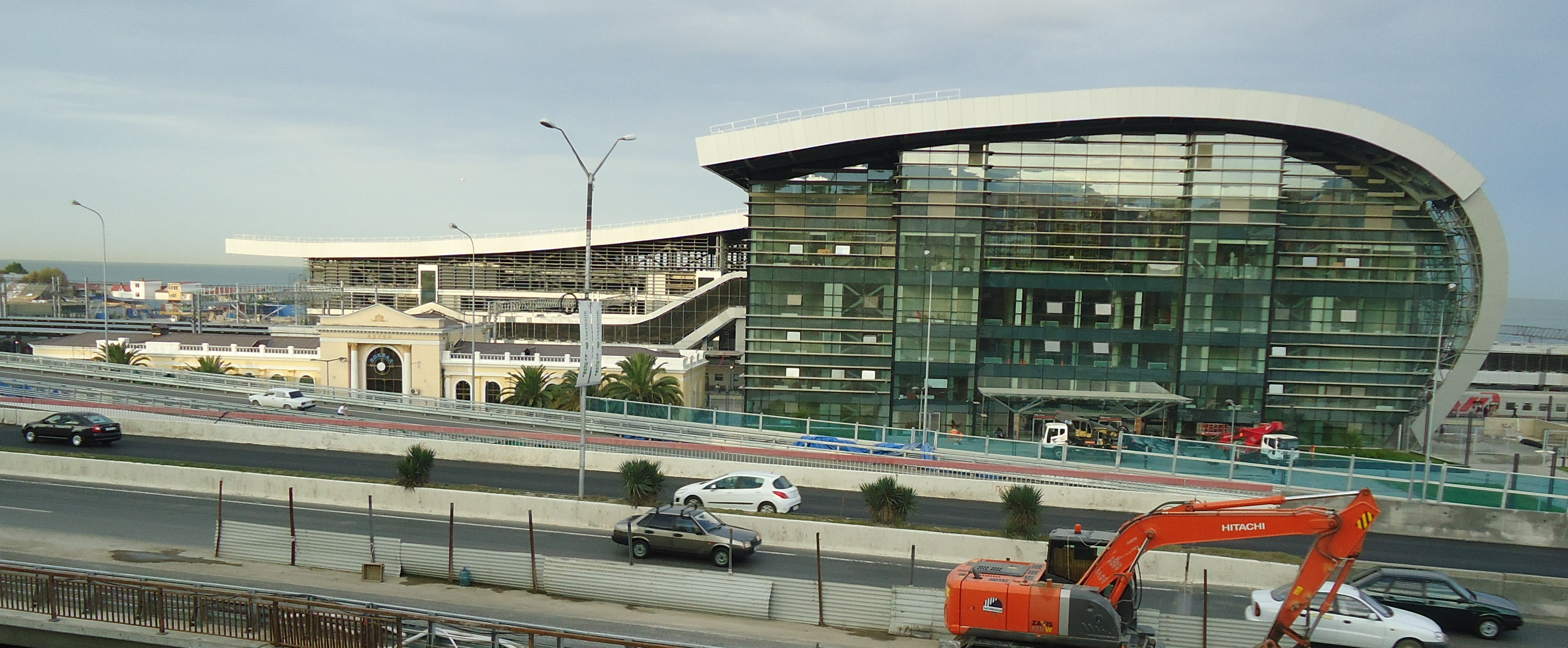
Nouvelle gare d'Adler inaugurée en 2013.

- Sotchi possède un aéroport international (aéroport International de Sotchi, code AITA : AER) qui est situé à Adler et qui a été reconstruit pour les Jeux olympiques de 2014.
- La gare centrale de Sotchi relie la ville aux grandes villes de Russie, ainsi que les petites stations balnéaires le long de la côte qui font partie du Grand Sotchi. Elle est de style néorenaissance italienne.
- Un nouveau train rapide électrique (Hirondelle ou Lastotchka, en russe), opéré par la compagnie aéroexpress, a été inauguré en 2013 pour relier plus rapidement la gare centrale de Sotchi à l'aéroport international de Sotchi (situé à Adler), ainsi que deux arrêts côtiers. C'est la compagnie allemande Siemens qui a remporté l'offre des nouveaux trains. Le prolongement de cette ligne est prévu.
- La gare maritime de Sotchi, construite en 1955, est le point de départ et d'arrivée de lignes côtières desservant les stations balnéaires de la côte et aussi de compagnies de croisières. Des lignes régulières relient Sotchi à la Turquie, à l'Abkhazie et à l'Adjarie elle est intégrée au port de Sotchi.
- La route asiatique 82 commence à Sotchi.

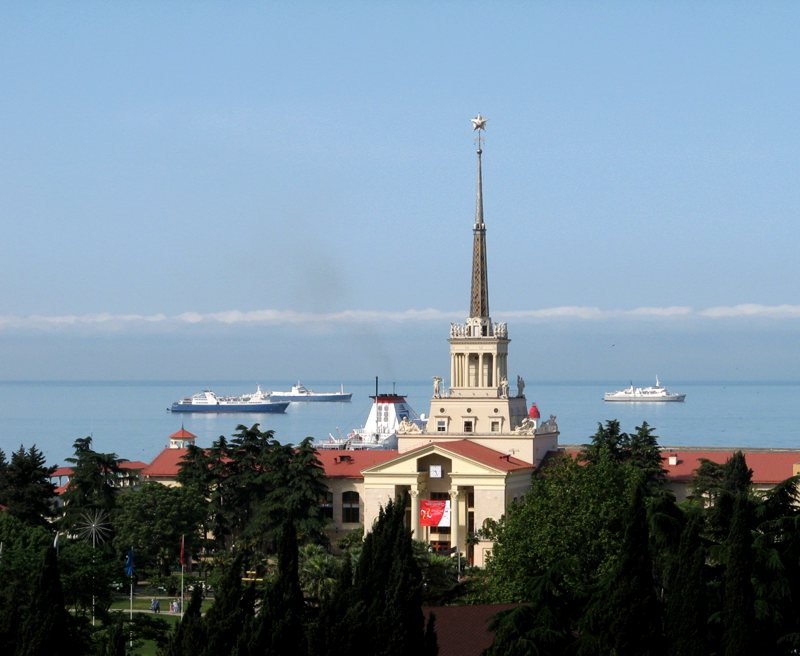
Sotchi et ses transports portuaires.
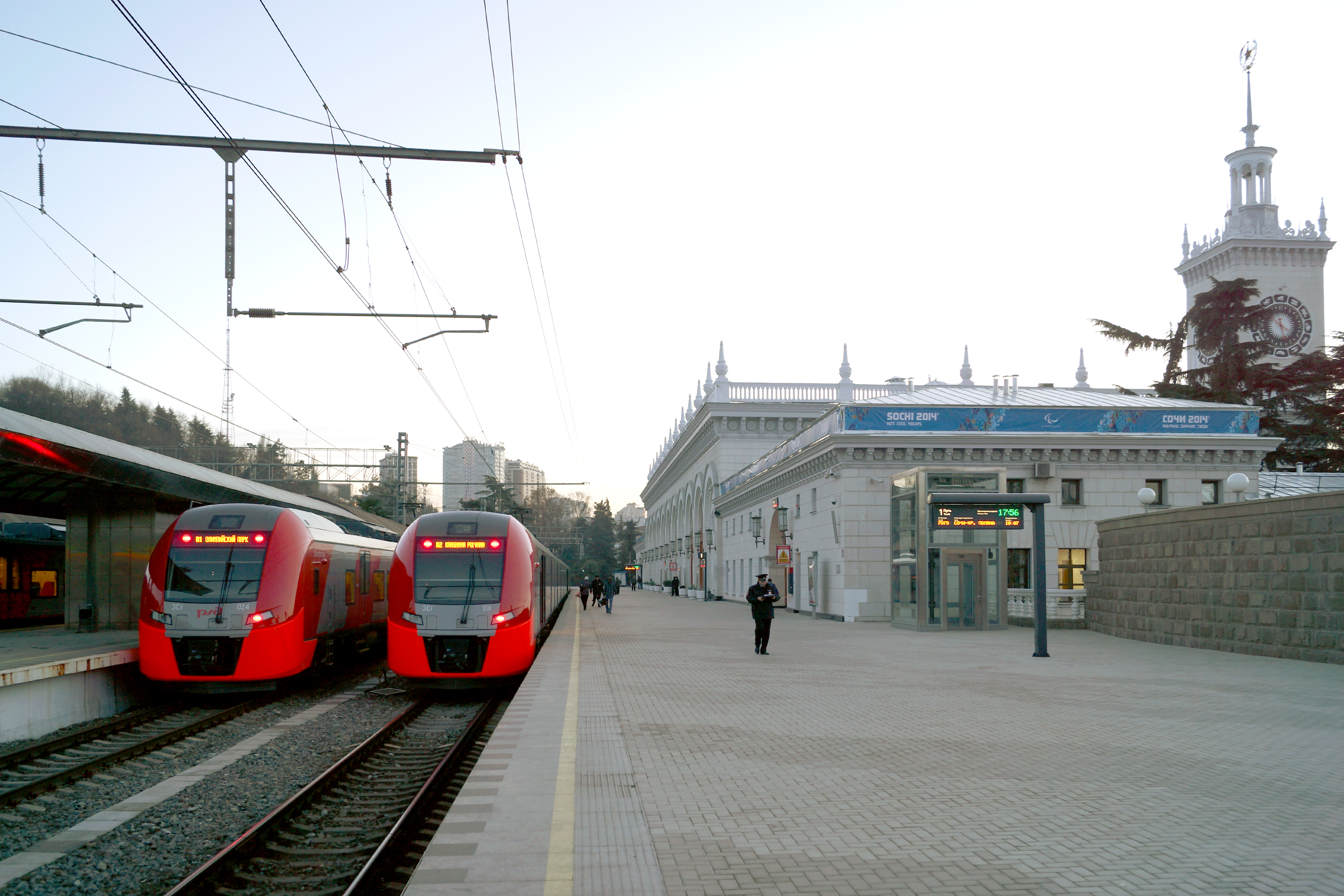
Vue des trains Hirondelle (Lastotchka) en gare de Sotchi.
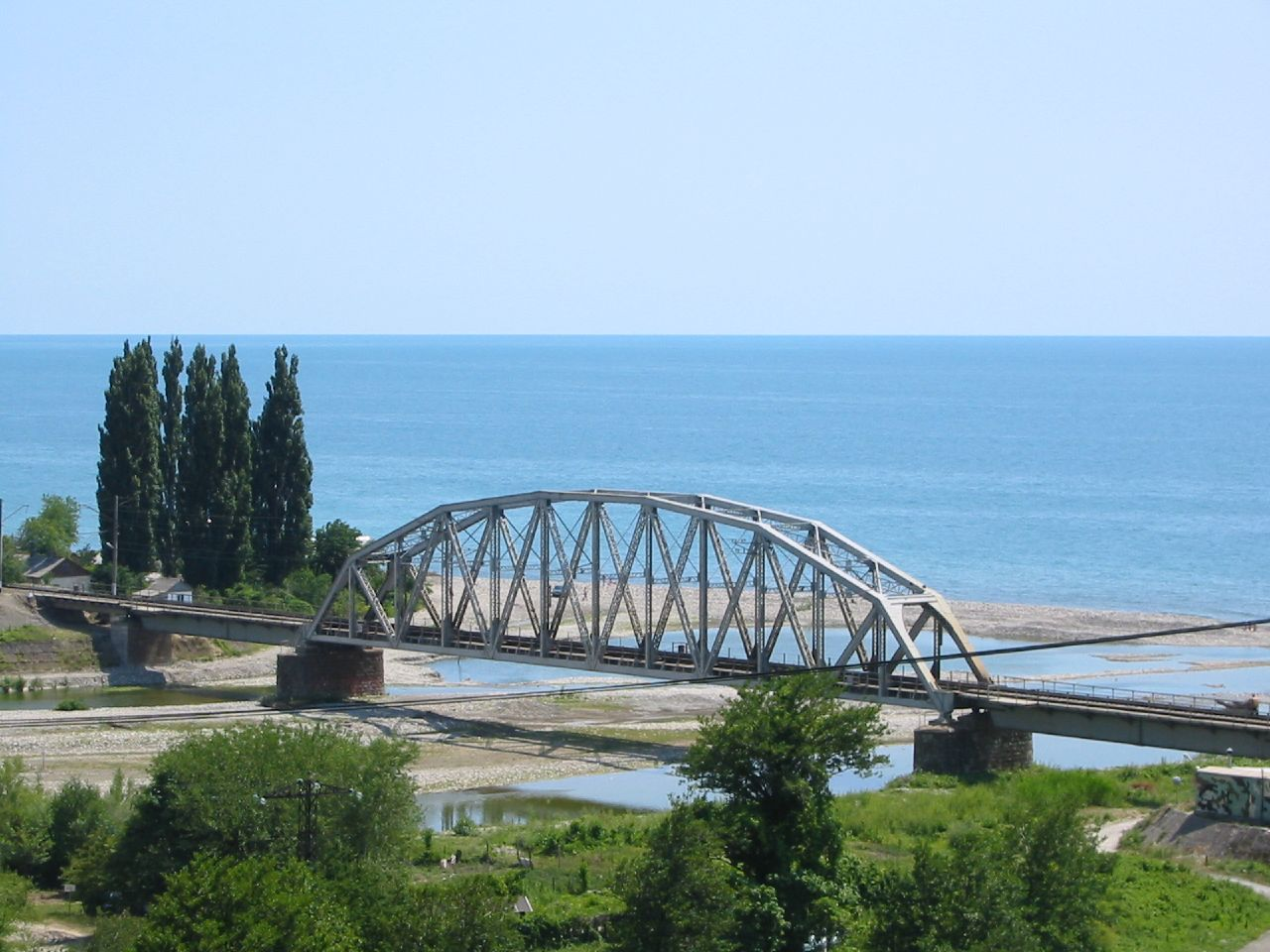
Pont sur la rivière Aché.
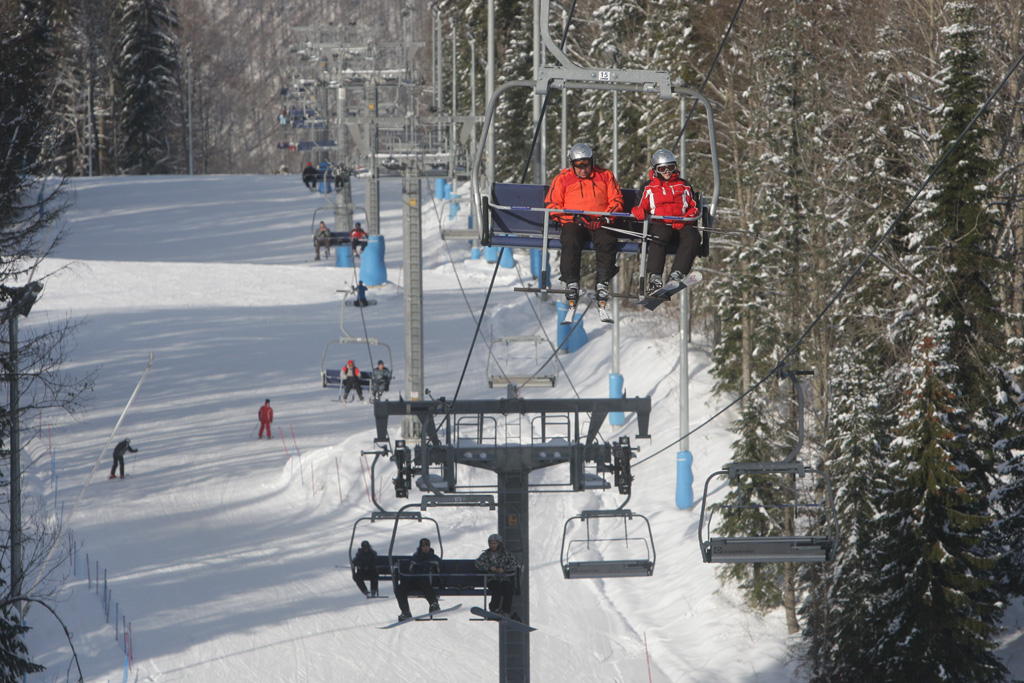
Ski alpin à Krasnaya Polyana.
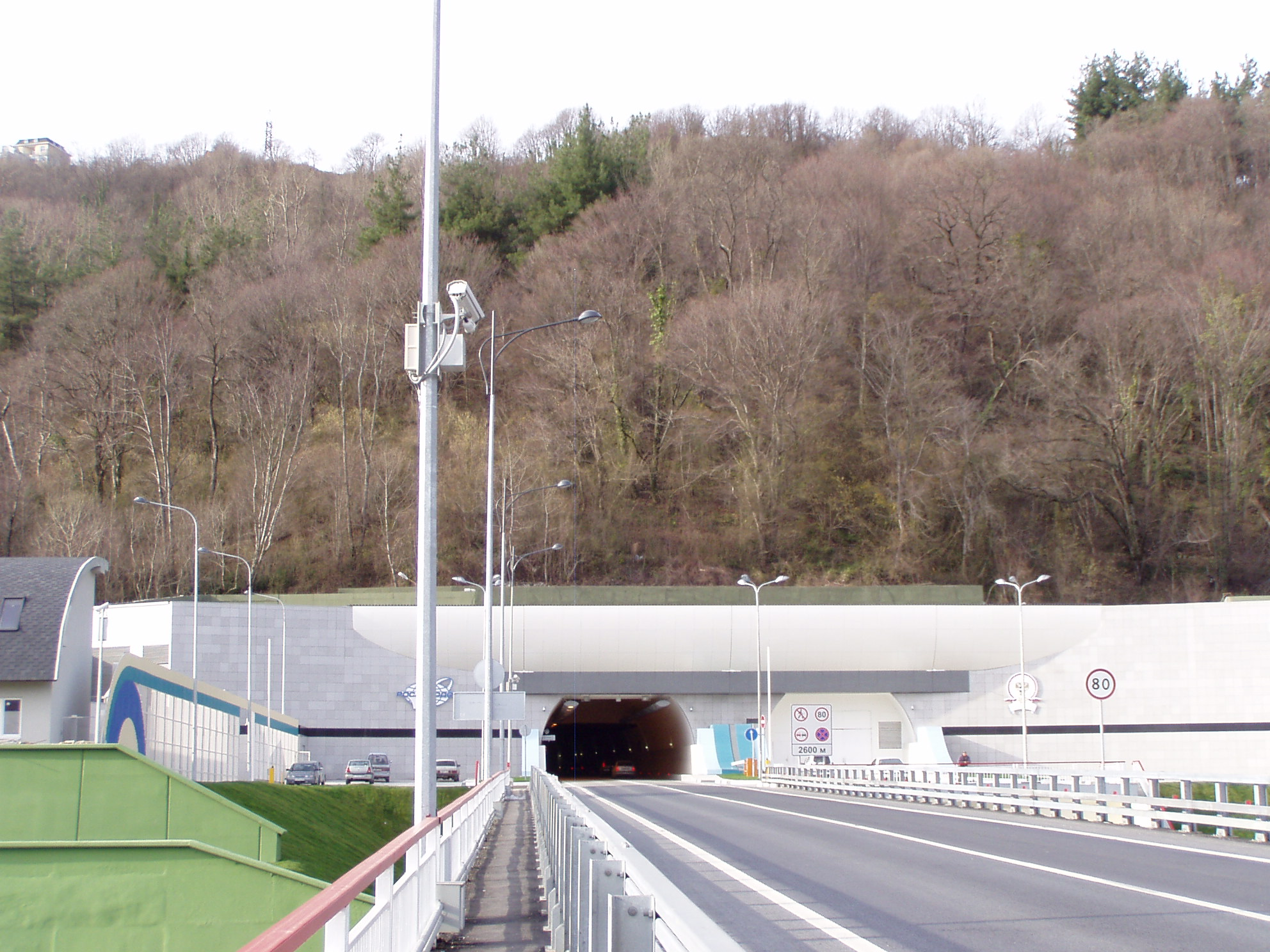
Le tunnel Baranovsky.
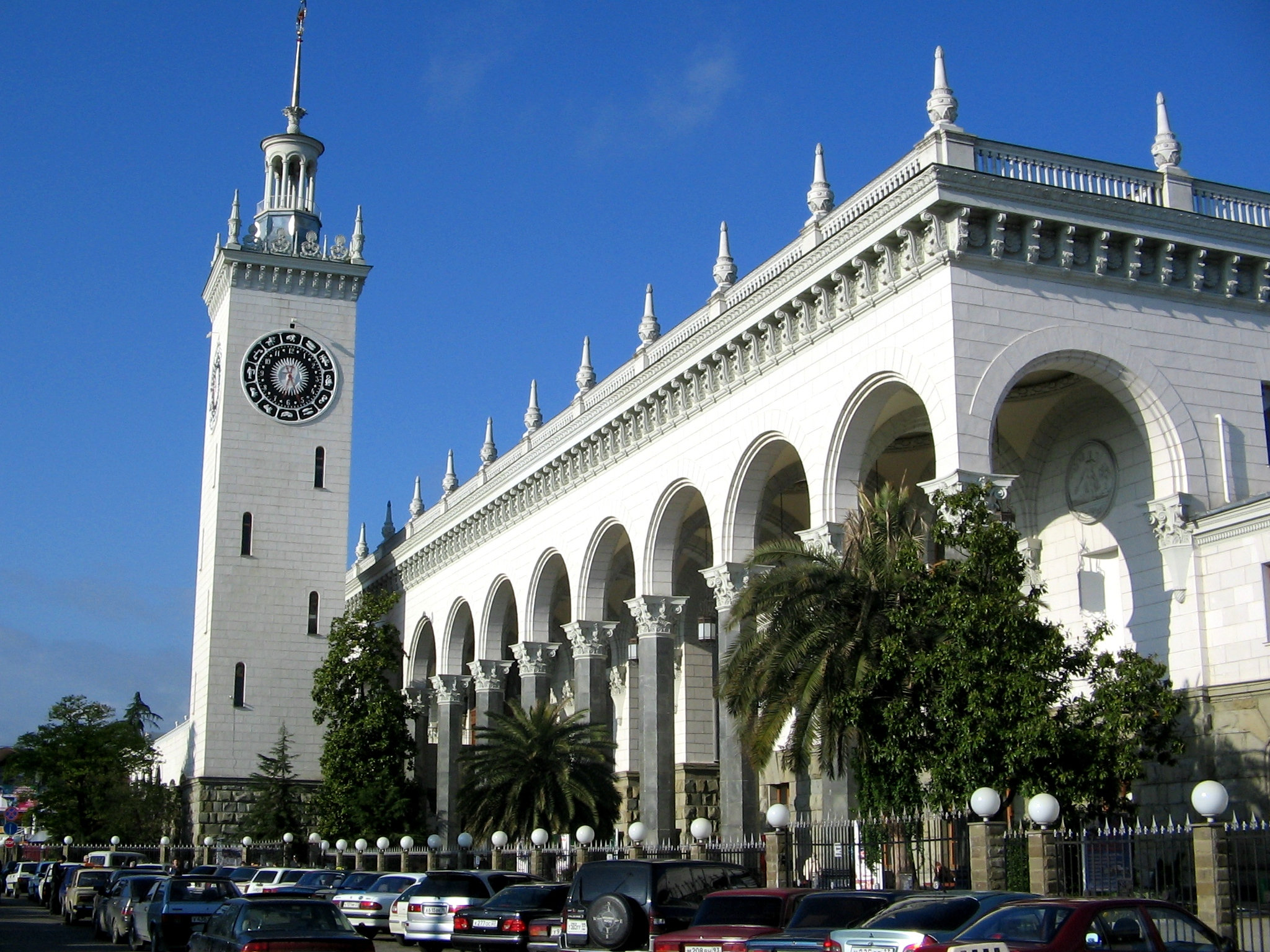
Gare centrale de Sotchi.
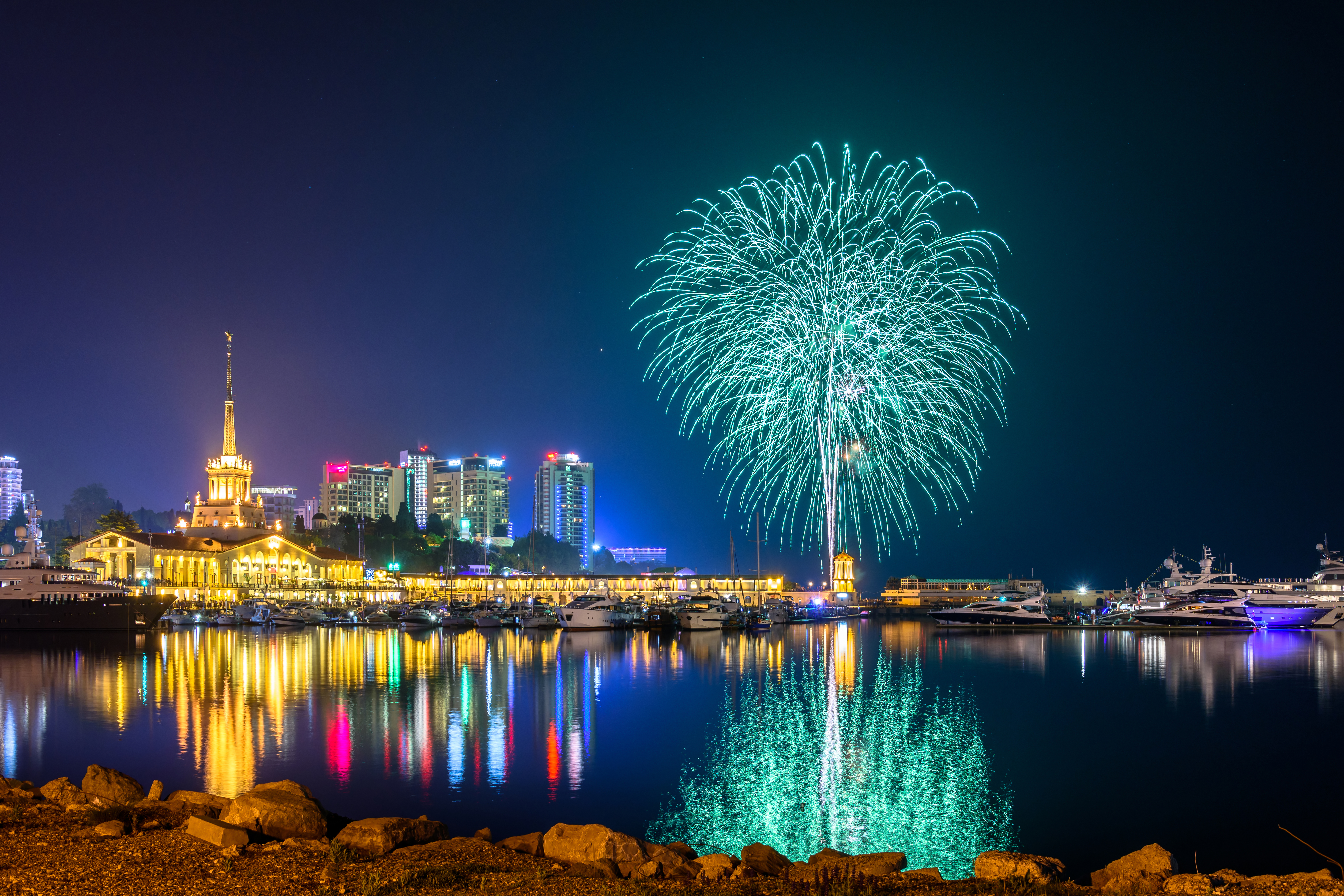
Une fête dans le port de Sotchi. Mai 2015.

## Histoire

Carte de répartition de la culture de Maïkop.

Les premières populations dont les traces subsistent sont arrivées de Colchide à l'époque acheuléenne du Paléolithique, d'après des fouilles archéologiques menées de chaque côté de la Mzymta. La grotte d'Akhchtyr, au-dessus de la Mzymta, était habitée à l'âge de pierre.
Au IVe millénaire avant notre ère, ce sont des tribus de culture de Maïkop qui s'installent, suivies de celles de la culture des dolmens du Caucase occidental. Certains dolmens sont encore visibles aujourd'hui. Selon des sources assyriennes, les premiers Indo-Européens, appelés Cimmériens, arrivent ensuite.
La colonisation grecque des rivages commence au VIe siècle av. J.-C. et des ports se fondent qui commercent les uns avec les autres et avec les Hénioques, peut-être descendant des Cimmériens, ou peut-être caucasiens. Puis c'est au royaume du Pont de former un vaste réseau commercial autour de ce que l'on appelait à l'époque le Pont-Euxin et dont faisait partie le territoire de l'actuelle Sotchi.
Du Ier au Ve siècle, la région, hellénophone, est intégrée dans l'Empire romain. Strabon en décrit les rivages et les tribus, de l'actuelle Touapsé, jusqu'à l'actuelle Adler. Il décrit les Hénioques comme des pirates et des naufrageurs.
À la suite des guerres de l'Empire romain d'Orient avec l'Empire perse, le Caucase occidental reste, sous Justinien, en 562, province romaine. Déjà depuis plus d'un siècle, la région est christianisée : elle fait désormais partie du monde byzantin. Entre les VIIIe et XIIIe siècles, les princes abkhazes locaux manifestent une certaine indépendance vis-à-vis de Constantinople et couvrent la région d'églises, avec une architecture particulière au monde caucasien. L'église la plus ancienne, qui se trouvait à Adler et qui datait du VIe siècle, a été démolie en 1954, faute d'avoir été restaurée. Elle a pu cependant être auparavant étudiée par des archéologues. Il subsiste des églises des XIe et XIIe siècles dans des localités dépendant du Grand Sotchi, comme Khosta, Lesny, Kachtany ou Loo. En 978, les princes abkhazes quittent le giron byzantin et se mettent sous la suzeraineté du roi d'Imérétie.
Du XIIIe au XVe siècle, les navigateurs génois ouvrent des comptoirs tout autour du Pont-Euxin, envoient des missionnaires et commercent avec les riverains, tandis que la région de Sotchi fait partie de l'Empire du Pont.
En 1462, la côte tombe sous la domination de l'Empire ottoman et le reste jusqu'en 1829 lorsque la Russie enlève la région aux Turcs. Pendant ces presque quatre siècles, une partie des Abkhazes est islamisée. La ville de Sotchi elle-même est fondée le 21 avril 1838.

### Fondation de Sotchi

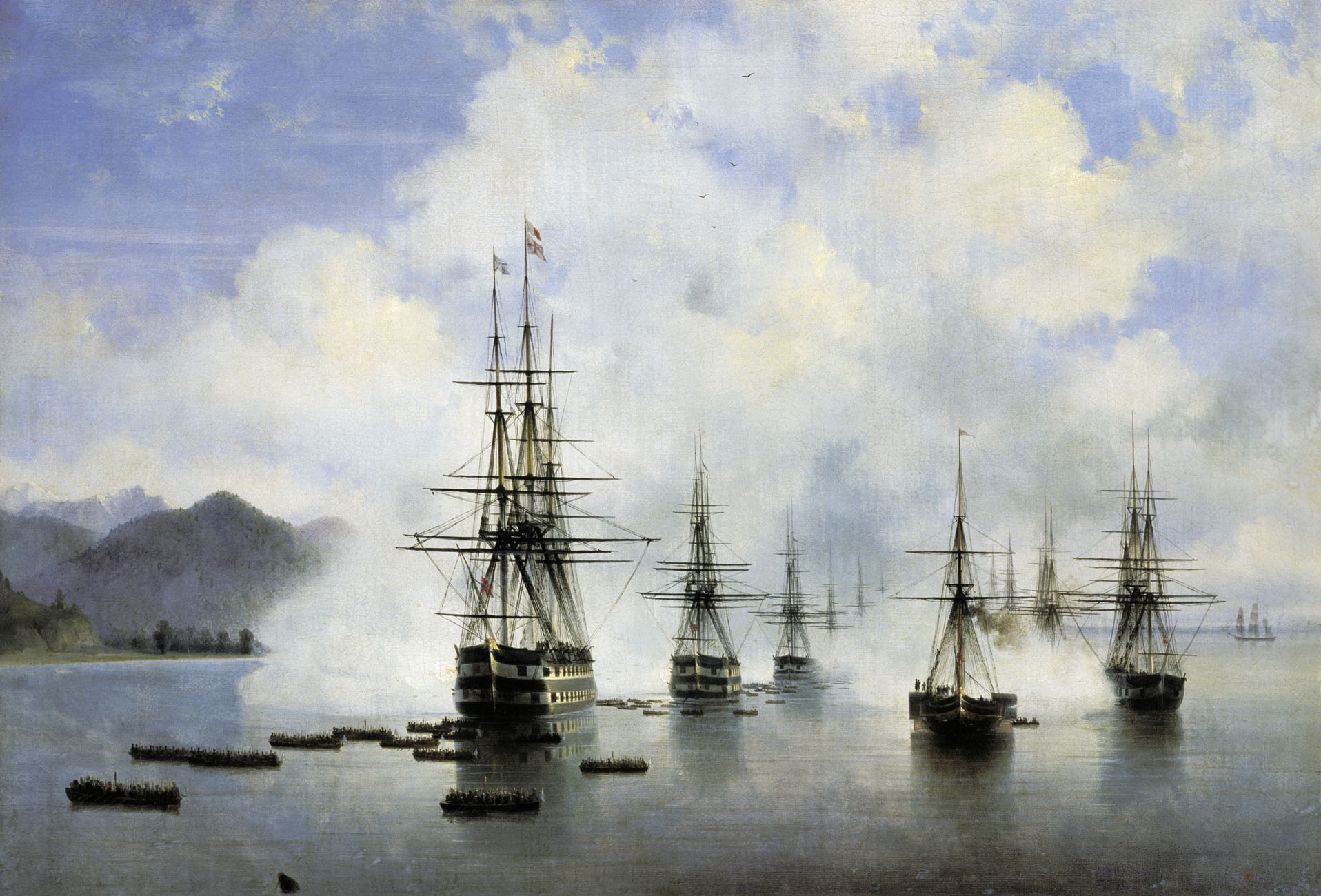
Peinture marine (1839) d'Ivan Aïvazovski représentant le débarquement des forces russes sur la côte de Sotchi en 1829.
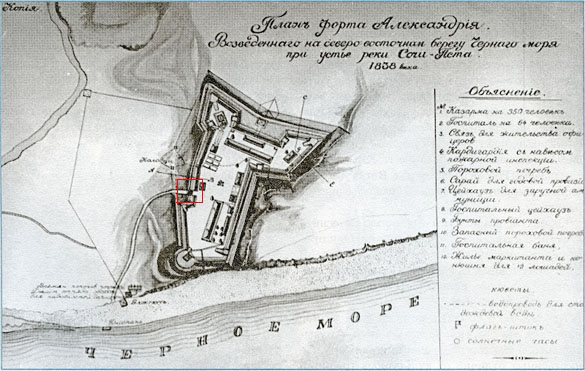
Plan de 1838 du fort d'Alexandria.
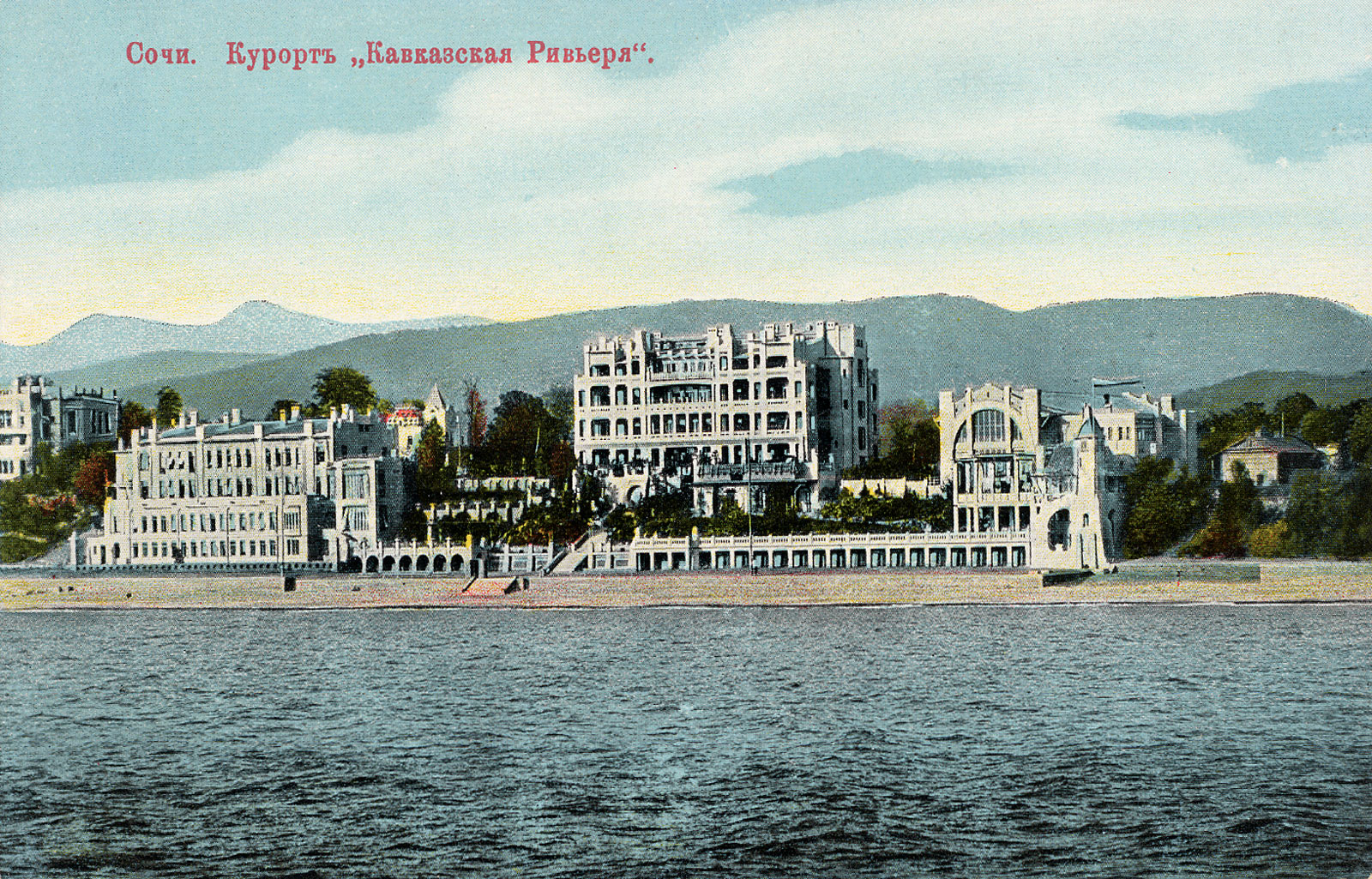
L'hôtel-sanatorium La Riviera du Caucase, inauguré en 1909.
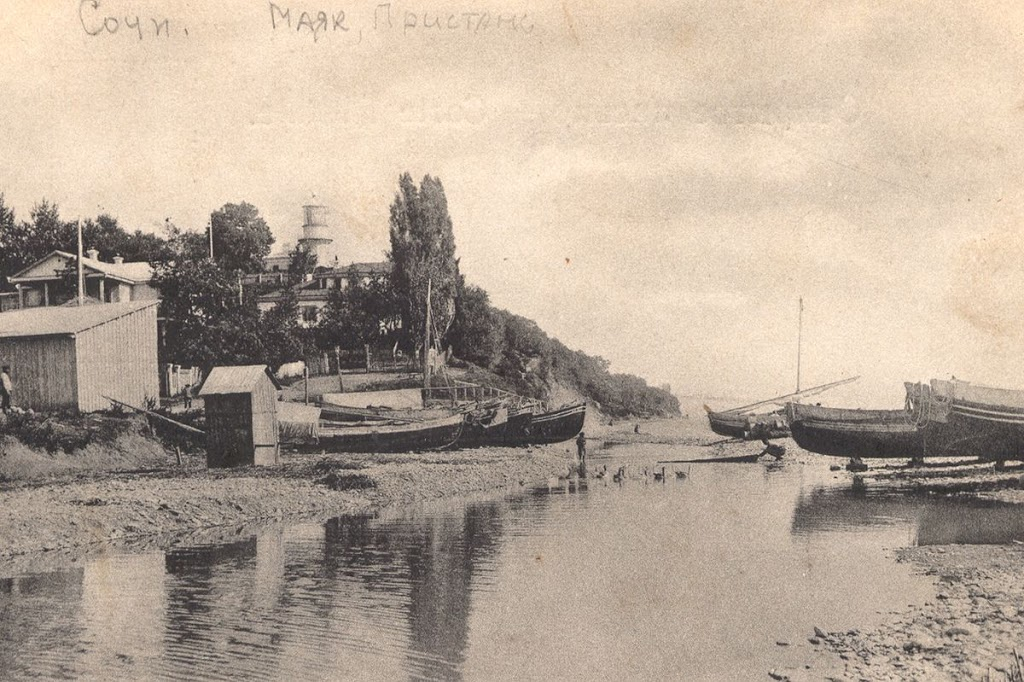
Transport fluvial en 1910, en région de Sotchi.
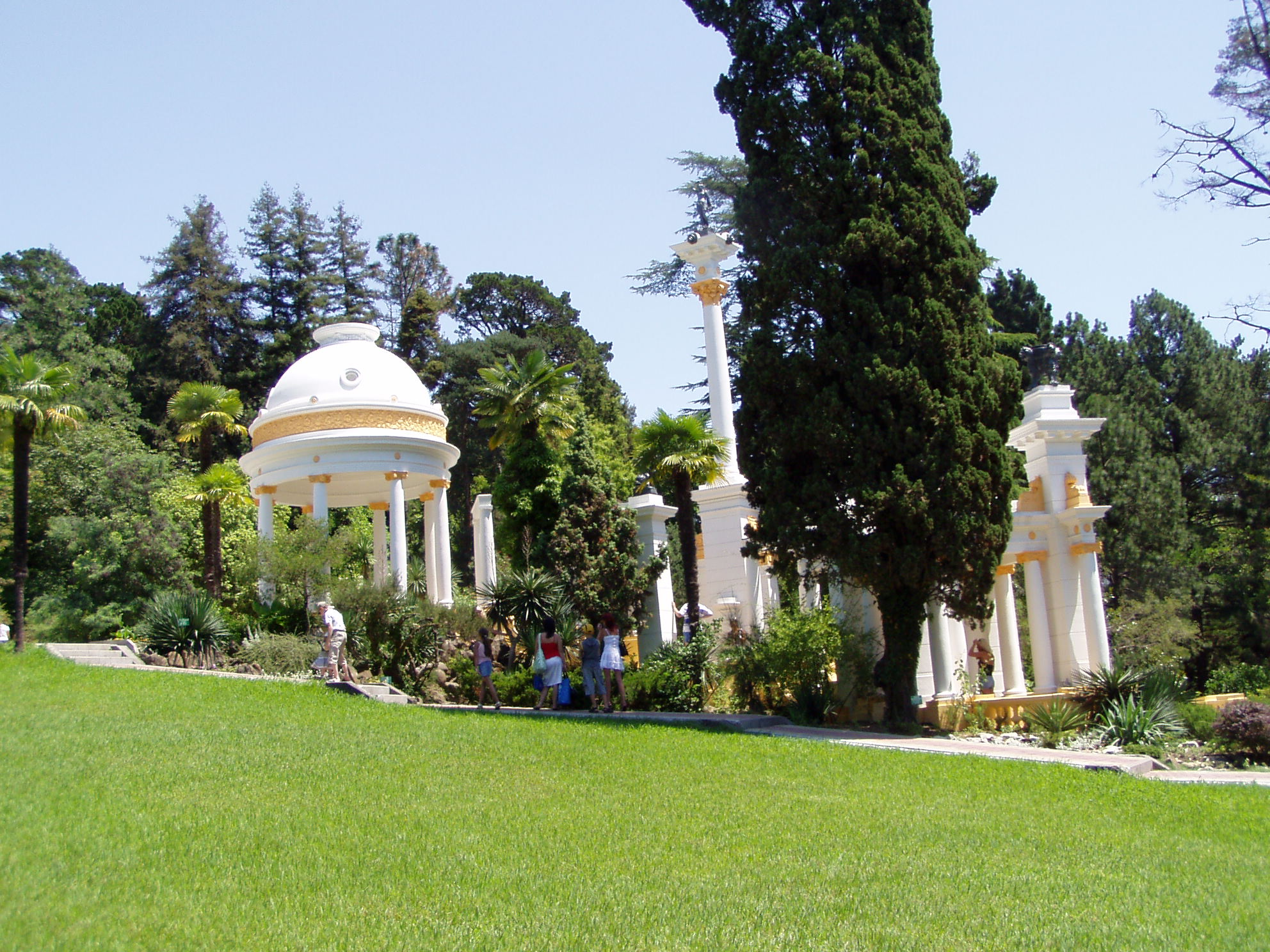
Parc botanique de Sotchi.
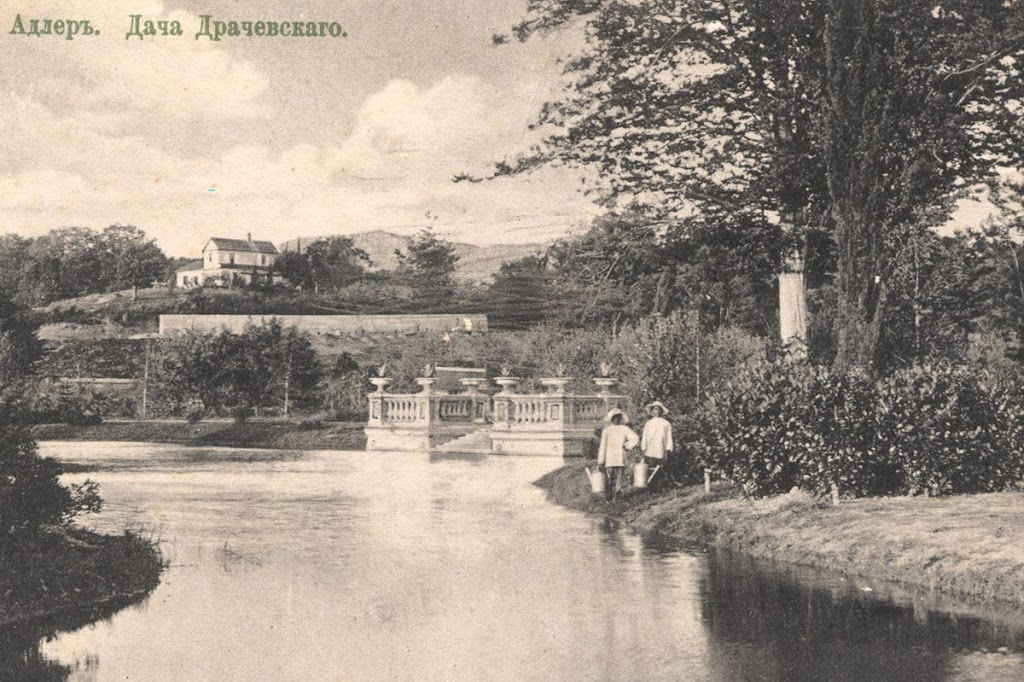
La datcha Drachevsky (avant 1917).

La ville est fondée en 1838 autour du fort Alexandria, pour surveiller les côtes. Il n'y a que deux petits villages au nord, Lazarevskoïe et Golovinka, fondés en 1839, et Adler au sud ne comporte que quelques maisons. Des petits villages, ou aouls, se trouvent dans la montagne, quelques hameaux de pêcheurs pontiques se nichent dans les golfes de la côte. Les aouls de la montagne sont peuplés d'éleveurs abkhazes, adyguéens, arméniens et oubykhs. Le « fort Alexandria » est renommé « fort Navaguine » autour de 1850 et, en 1864, en « poste Dakhovski ». Ce n'est qu'en 1896 que l'endroit est rebaptisé Sotchi, selon la rivière éponyme qui le baigne. Selon une version, le toponyme Sotchi est le nom issu d'une tribu oubykh - Soche, Soatshe, Sshychye ou Shacha - et selon une autre version, Sotchi est le nom mal orthographié d'un lieu abkhaze-adygue, Shasha ou Sasha.

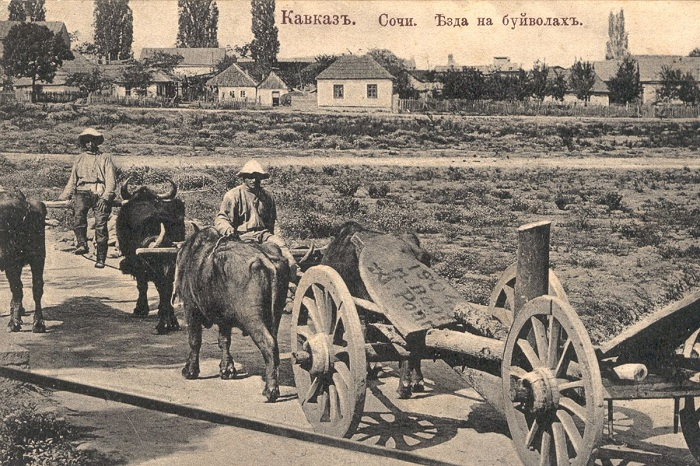
Transport d'une ancre pour le monument « Ancre et canon » à Sotchi, carte postale de 1904.

La station balnéaire est lancée à la fin du XIXe siècle avec la construction d'établissements thermaux sur les sources d'eaux sulfurées découvertes dès le IXe siècle à Matsesta. On y construit alors des villas autour du parc botanique de Sotchi (futur dendrarium) et des hôtels, notamment l'hôtel-sanatorium La Riviera du Caucase en 1909. Une population russe et ukrainienne commence alors à s'y installer, sous la protection des Cosaques du Kouban. Une partie des pêcheurs pontiques se reconvertissent en bateliers pour touristes, en cordonniers, cireurs de chaussures, masseurs. Les bergers de la montagne fournissent la station en vivres. Sotchi est le siège d'une éphémère république révolutionnaire et d'un soviet des ouvriers et paysans pendant la révolution russe de 1905. Elle reçoit le statut de ville en 1917, au moment de la Révolution de Février qui renverse Nicolas II. Après le coup d'État bolchévik, qui renverse la république russe, les « blancs » antibolcheviks se soulèvent et l'armée blanche de Denikine occupe la région, rattachée à la Géorgie entre 1918 et 1920. L'Armée rouge entre dans Sotchi, ravagée par les combats, en avril 1920. La ville est désormais soviétique.

### Sotchi à l'époque soviétique

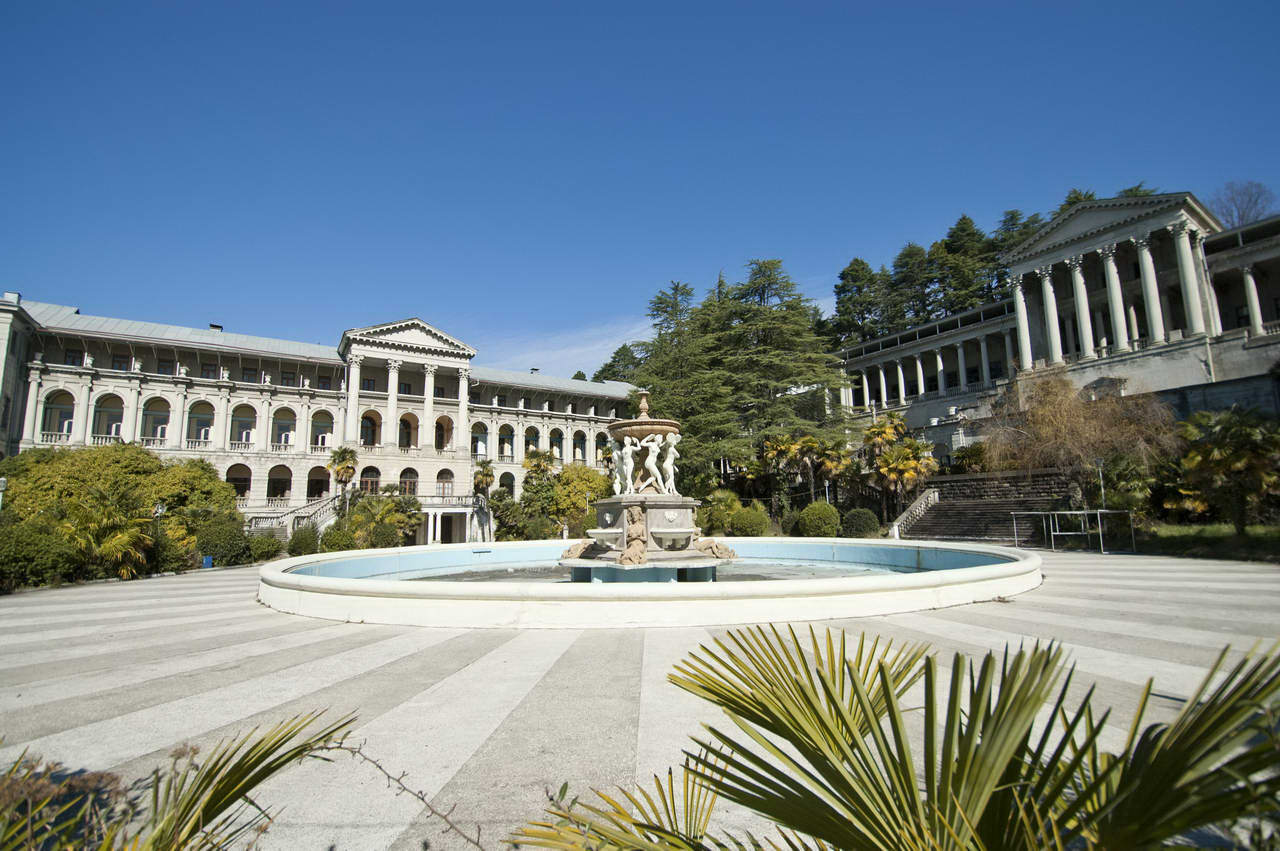
Établissement de repos « Ordjonikidzé » construit à l'époque soviétique dans le quartier de Bytkha.

C'est surtout à partir de 1934 que la station, reconstruite, devint un lieu de villégiature de la nomenklatura : Staline, venu pour la première fois soigner ses rhumatismes dans les eaux sulfurées du fleuve Matsesta, décida de transformer cette villégiature pour curistes en une vraie station balnéaire, y fit construire de grands établissements balnéaires de style néoclassique (appelés sanatoriums en russe) avec colonnades et frontons à la grecque, où pouvaient venir se reposer les Soviétiques les plus méritants, qui recevaient des billets de vacances (poutiovka), distribués par leurs entreprises, casernes ou administrations. Ces établissements sont aujourd'hui des hôtels, ou appartiennent à des entreprises désormais privées. Staline y fit notamment construire sa villa privée, la datcha « Zelenaïa Roscha » (« Le Bosquet vert » dont la couleur verte de la façade la dissimulait dans la verdure environnante) qui sert aujourd’hui de musée et d'hôtel[réf. souhaitée].
Staline et les membres du Politburo venaient souvent passer l'été ensemble à Sotchi, d'où le dictateur continuait à diriger l'Union soviétique, envoyant de multiples instructions par lettres ou télégrammes à ses subordonnés restés à Moscou. Par exemple, l'ordre de Staline d'exécuter les seize condamnés à mort du premier procès de Moscou fut donné depuis Sotchi dans la nuit du 23 au 24 août 1936 (à Sotchi comme à Moscou, Staline travaillait surtout la nuit). De même, c'est de Sotchi que Staline et Jdanov envoyèrent l'ordre de nommer le futur maître-d'œuvre des Grandes Purges, Iejov, au poste de chef suprême du NKVD, le 25 septembre 1936.
Pendant la Seconde Guerre mondiale, de 1941 à 1945, Staline interrompit ses séjours à la station balnéaire, menacée par les forces de l'Axe et devenue un vaste hôpital militaire où plus de cinq cent mille soldats de l'Armée rouge furent soignés, d'où les vastes cimetières militaires en périphérie de la ville.
La seconde phase de développement de la ville se poursuit du milieu des années 1950 jusqu'en 1980. Avec plus de 4 millions de vacanciers par an, la station est à la mode.

### Sotchi à l'époque post-soviétique
À la suite de la disparition de l'Union soviétique en 1991, la station balnéaire de Sotchi est quelque peu délaissée dans les années 1990.
Mais elle connaît un renouveau dans les années 2000. En la modernisant, Vladimir Poutine veut lui redonner sa splendeur passée et une dimension internationale. Poutine y convie régulièrement des chefs d'État étrangers dans la résidence officielle de Dagomys,.
Sotchi et ses alentours (Adler, Dagomys, Krasnaïa Poliana) restent prisés des Russes moyens de tout le pays, ainsi que d'une frange fortunée. Les oligarques, quant à eux, préfèrent les Alpes-du-sud et la Côte d'Azur.

### Sotchi contemporaine

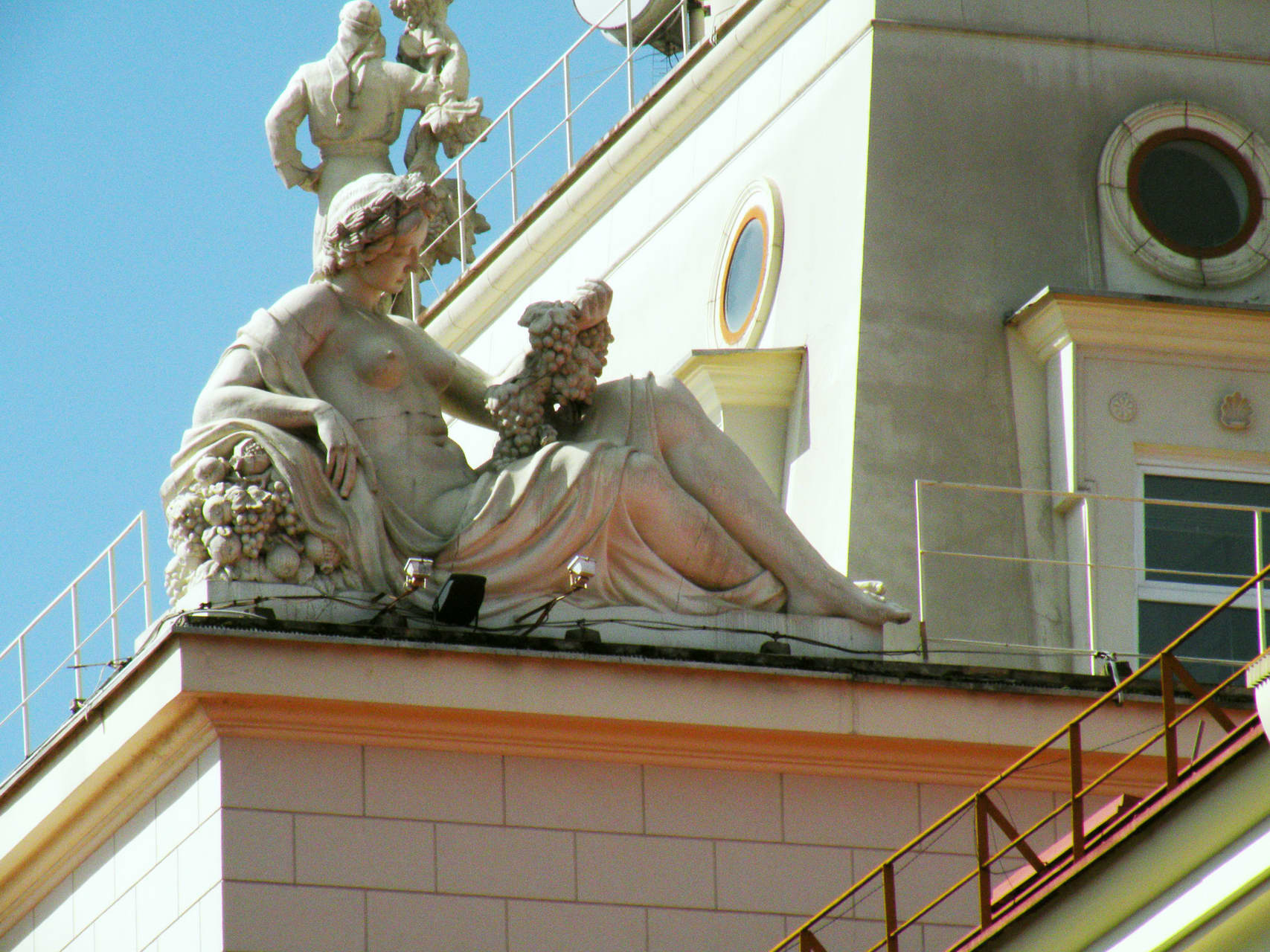
L'Automne, une des statues réalisées par Vladimir Ingal; à l'angle de la gare maritime de Sotchi.

Les lieux les plus prisés de Sotchi sont :
- la promenade de Sotchi, voie piétonnière qui longe le littoral à partir de la gare maritime sur 2 kilomètres,
- l'avenue Pouchkine avec le cirque de Sotchi et ses hôtels de luxe,
- le quartier de Svetlana,
- en centre-ville, la place du Théâtre,
- les nombreux jardins publics dont certains mènent au rivage,
- les berges de la rivière Sotchi, avec ses restaurants, sont aussi très animées.

La station de Sotchi est accessible au Russe moyen, sauf certains quartiers où l'immobilier a flambé. Vladimir Poutine y passe des séjours dans une datcha allouée par l'État, située à Dagomys.
Cette ville balnéaire, surnommée la « Riviera russe », très fréquentée, a accueilli les Jeux olympiques d'hiver de 2014 et le premier Grand Prix automobile de Russie sur le nouvel Autodrome de Sotchi.

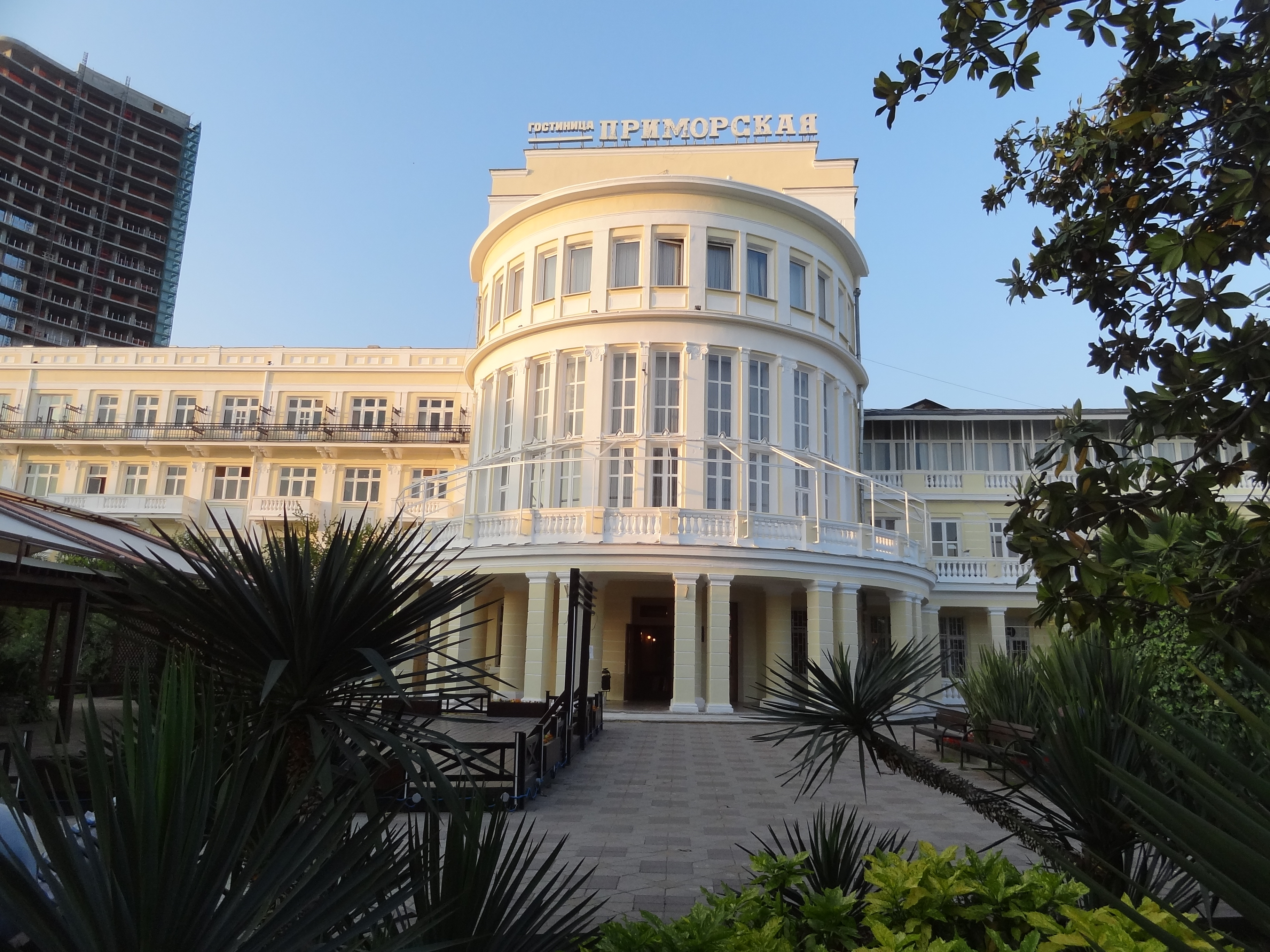
Hôtel "Maritime", Sochi 2013.
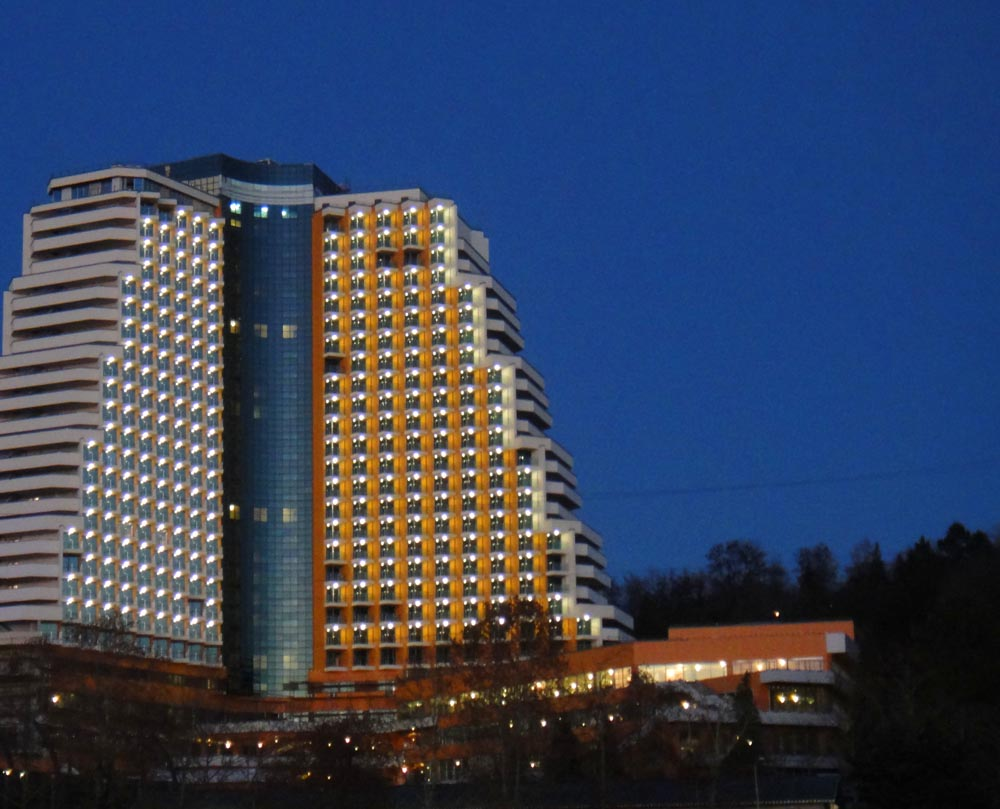
Station balnéaire Dagomys (Grand-Sotchi en janvier 2013).
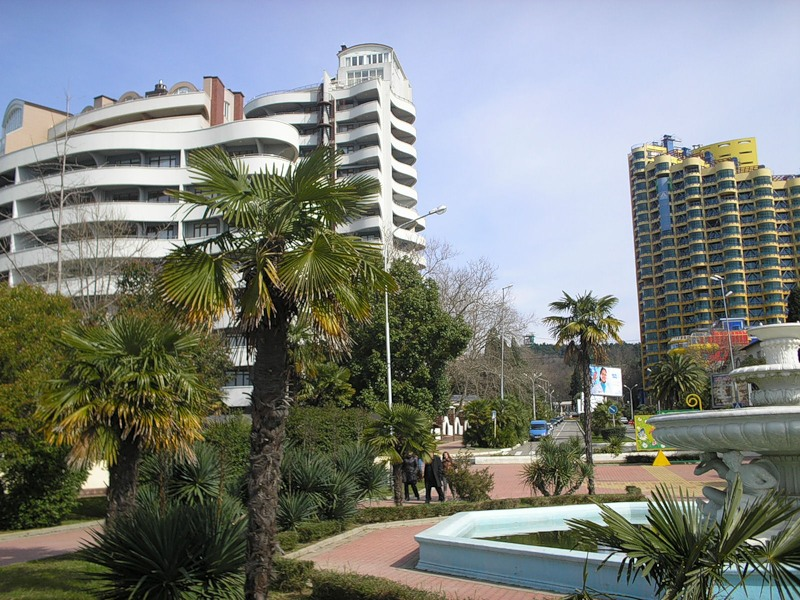
Immeubles de la perspective Pouchkine.
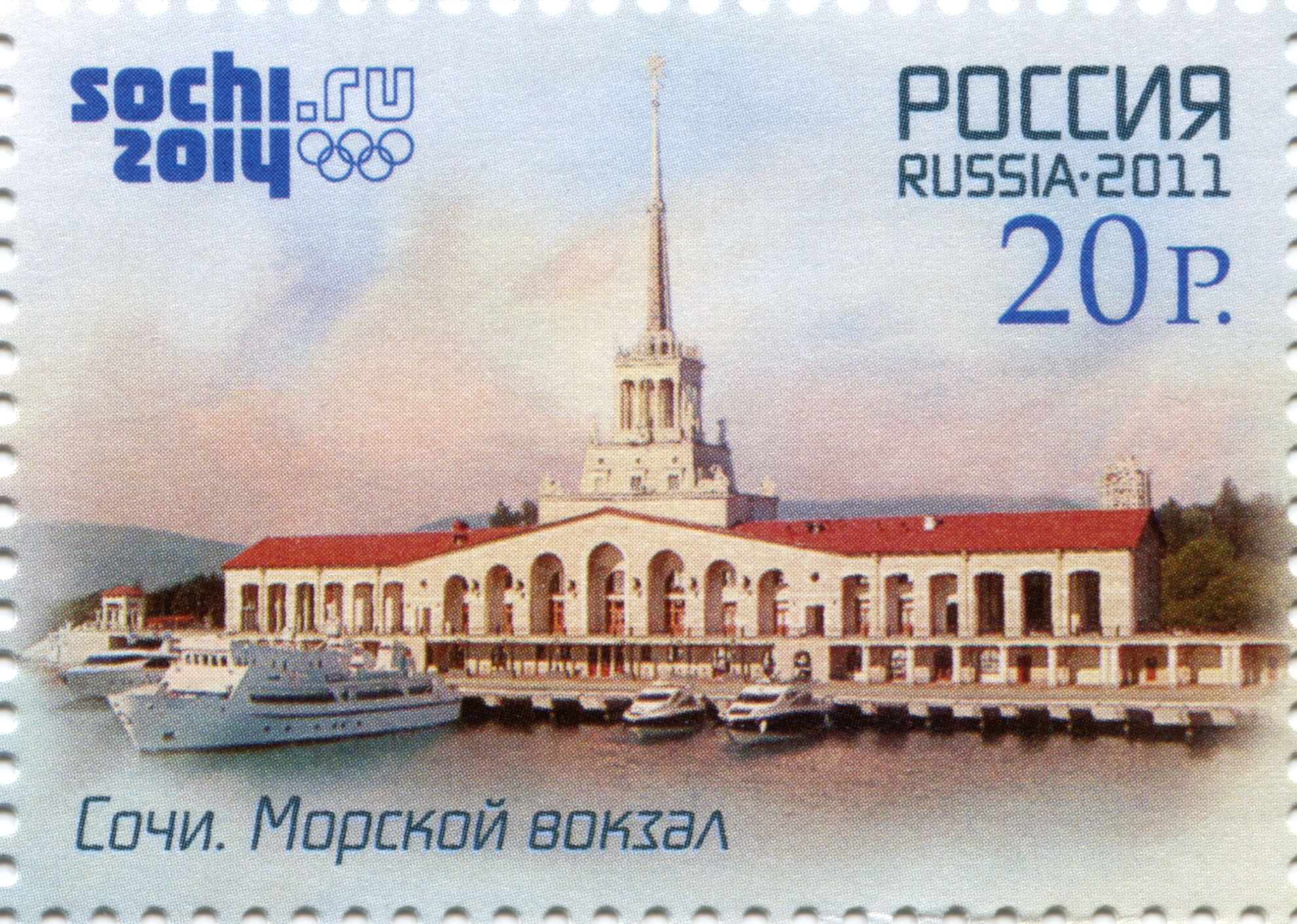
Représentation en timbre de 2014 de l'immeuble Morskoi.
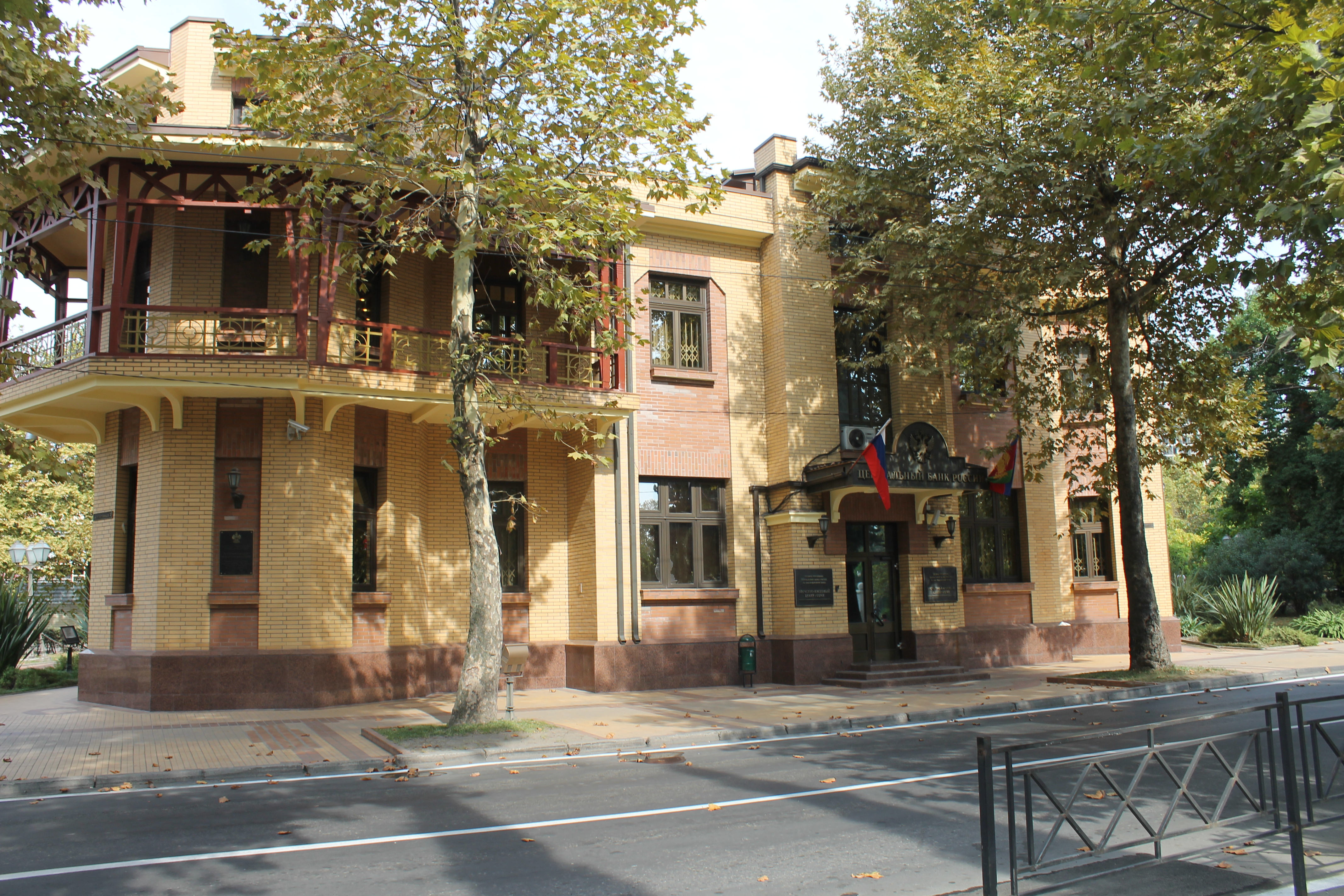
Une des banques de Sotchi.
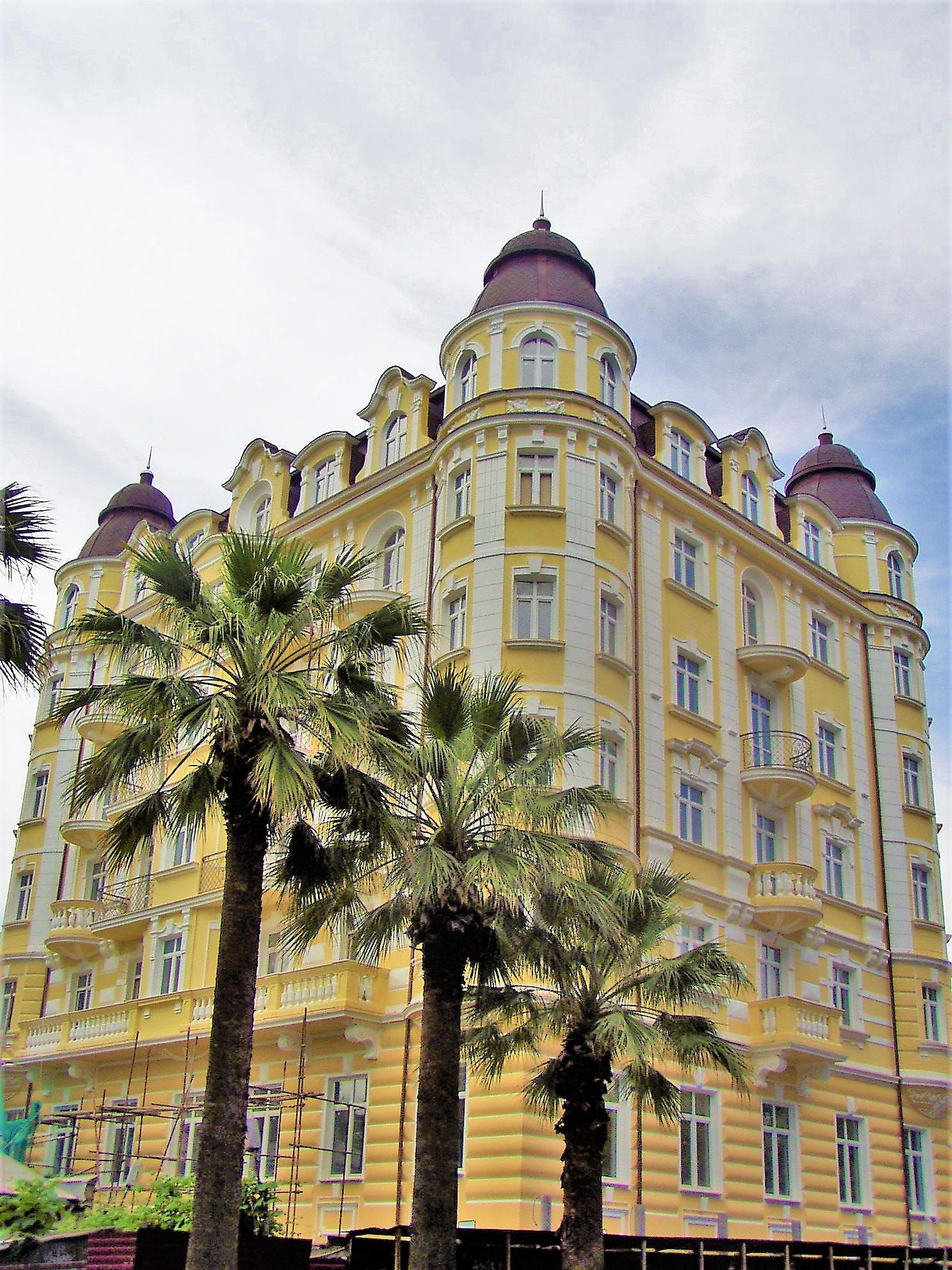
Immeuble Morskoi en centre-ville.

#### Ville olympique en 2014

Logo Jeux olympiques d'hiver de 2014

Dessin du parc olympique d'hiver.

La ville de Sotchi a été choisie pour être ville hôte des Jeux olympiques d'hiver de 2014. Sotchi a devancé les villes de Salzbourg (éliminée au premier tour) et PyeongChang  en Corée du Sud. Ces jeux sont les premiers jeux d'hiver à avoir lieu dans un climat méditerranéen avec les montagnes enneigées à portée de vue. Le drapeau officiel de la ville symbolise cette situation avec un palmier, un soleil, des montagnes enneigées, la mer et un nuage lâchant des pluies.
Cette nomination, obtenue « au finish » avec la participation de Vladimir Poutine qui s'est exprimé pour la première fois en anglais puis en français pour soutenir la candidature de Sotchi, est la première pour la Russie, grande nation des Jeux olympiques d'hiver. La Russie n'avait obtenu, jusqu'à présent, que l'organisation des Jeux olympiques d'été de 1980 à Moscou.
L'investissement global budgété fin 2009, dépasse les 6,25 milliards de dollars en grande partie financés par l'État et des entreprises publiques. Pour l'emporter, les autorités russes ont fait des investissements massifs estimés à 10 milliards d'euros pour faire sortir de terre installations sportives, transports, hôtels pour plus de 100 000 visiteurs, centres d'affaires, stades, salles de concerts et aéroport, et pour relier Sotchi à la station de Krasnaïa Poliana dans les montagnes du Caucase. Les détracteurs de ce projet estiment qu'il a « détruit Sotchi, que la plupart des constructions ne tiendront pas deux ans, que le budget a asséché les finances de l'état, qu'il ne sert que le business et non le sport, et qu'il est avant tout une vitrine du régime Poutine ». Pour accueillir les participants aux jeux paralympiques qui suivront, Sotchi devra aussi se rendre accessible aux handicapés, ce qui est une nouveauté en Russie.

#### Polémiques précédant les Jeux olympiques

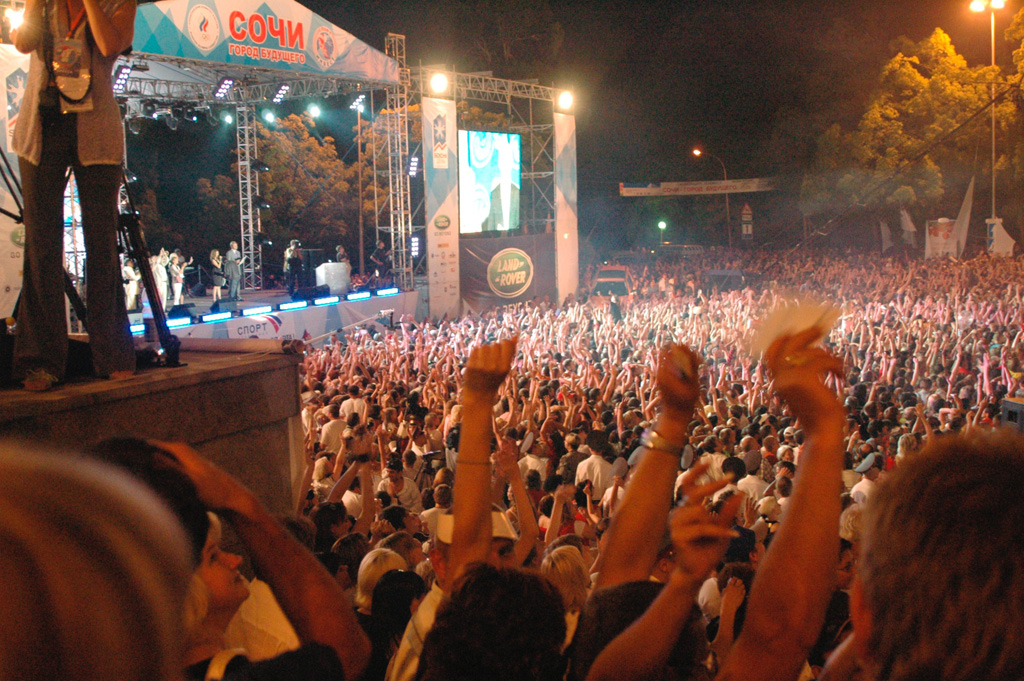
Habitants de Sotchi fêtant la nomination de la ville comme ville hôte des Jeux olympiques d'hiver de 2014.

Le 2 mai 2008, le PDG du groupe autrichien Strabag a émis des doutes sur la capacité de la ville à être prête dans les temps pour accueillir les Jeux olympiques d’hiver en 2014. Hans Peter Haselsteiner (en) a déclaré dans un quotidien autrichien que la ville ne disposait pas des infrastructures nécessaires au bon déroulement des chantiers, notamment pour pouvoir loger les 100 000 ouvriers nécessaires. Le groupe Strabag a été désigné pour rénover et agrandir un terminal de l'aéroport de Sotchi en vue des JO, pour un montant de 62 millions d'euros. Le propriétaire de l’aéroport, le milliardaire russe Oleg Deripaska, détient également 30 % du groupe de BTP autrichien.
Le maire de Sotchi, Anatoly Pakhomov, a déclaré sur BBC qu'il n'y avait aucun homosexuel dans sa ville.
En outre, un projet d'archipel d'îles artificielles appelé Île de la Fédération devrait être réalisé dans les années 2020 sur l'étroit plateau continental en face de la ville, ce qui se traduira, d'après les océanographes russes, par une disparition des rares frayères à poissons de cette région.
Selon Régis Genté, tous ces projets, depuis la candidature de Sotchi aux Jeux jusqu'à l'archipel de la Fédération et à la série de stations de sports d'hiver projetées sur le versant nord du Caucase en Kabardino-Balkarie, Ossétie, Ingouchie et Daghestan, font partie d'une « stratégie de quadrillage logistique d'un nord-Caucase à majorité musulmane » et « d'encerclement de la Géorgie, pays dont la Russie contrôle déjà un sixième du territoire par Abkhazie et Ossétie du Sud interposées » (entités dont la Russie reconnaît l'indépendance auto-proclamée).

#### Déroulement des Jeux olympiques et paralympiques

Disposition des installations sportives du complexe côtier.

Les Jeux olympiques d'hiver de Sotchi se sont tenus du 7 au 23 février 2014. Ces Jeux étaient composés de 98 épreuves pour 15 disciplines dans 7 sports olympiques. Les épreuves sportives se déroulaient sur deux sites :
- Parc olympique de Sotchi (« complexe côtier ») qui est construit dans le site d'Adler : hockey sur glace, patinage de vitesse, patinage artistique, patinage sur piste courte, curling ;
- Krasnaïa Poliana (« complexe de montagne ») : bobsleigh, skeleton, luge, biathlon, ski de fond, ski alpin, snowboard, saut à ski, combiné nordique[22].

La cérémonie de clôture s'est déroulée le dimanche 23 février dans le stade olympique Ficht en présence de Vladimir Poutine, cérémonie mettant en valeur les arts russes, avec le passage du témoin pour l'organisation des Jeux olympiques d'hiver de 2018 à Pyeongchang en Corée du Sud.
Les Jeux paralympiques d'hiver de 2014 se sont aussi tenus à Sotchi, du 7 au 16 mars 2014. Malgré la crainte d'actes terroristes, l'ensemble des épreuves olympiques et paralympiques se sont déroulées avec grand succès et sans incident notable.

#### Coupe du Monde de football 2018
Après les jeux Olympiques l’arène principale sportive de la ville le stade FICHT a été reconstruite car Sotchi a été inclus dans une liste de onze villes qui accueilleront les matchs de la Coupe du Monde de football 2018. Actuellement le stade satisfait aux exigences de la FIFA pour accueillir les matchs du niveau international.
La ville accueillit six matchs de la Coupe du Monde de football 2018 :
- 15 juin à 21 h, Portugal – Espagne
- 18 juin à 18 h, Belgique – Panama
- 23 juin à 18 h, Allemagne – Suède
- 26 juin à 17 h, Australie – Pérou
- 30 juin à 20 h, Match 1/8e de finale, Uruguay - Portugal
- 7 juillet à 20 h, Match 1/4 de finale, Russie - Croatie

Pour les amateurs du football, sur la place Youjni Mol du port maritime de Sotchi, un Festival des supporteurs fut organisé. Cette piste fonctionna pendant toute la durée de la Coupe du Monde. Dans le cadre du Festival une zone pour les spectateurs, une zone technique, une zone d’exposition pour les partenaires commerciaux et les sponsors furent organisées. La piste était équipée du matériel nécessaire aux personnes aux possibilités limitées. En outre, elle était munie de : complexes pour les spectacles, écran pour voir les matchs, aires de restauration, aire pour les enfants, pavillon d’information.

## Population et société
Le grand Sotchi a actuellement une population de presque 400 000 habitants, dont plus de 132 000 vivaient en 2006 dans la partie centrale de la ville de Sotchi (Tsentral’nyj Rajon). Chacune des trois régions restantes (les rajons) a une population correspondant à peu près à la moitié des habitants de Sotchi même (Adler : 70 000 habitants, Khosta : 62 000, Lasarevskij : 64 000).

### Démographie
Recensements (*) ou estimations de la population
| 1897* | 1926*  | 1931   | 1939*  | 1959*  | 1970*   |
| ----- | ------ | ------ | ------ | ------ | ------- |
| 1 352 | 10 376 | 12 000 | 71 307 | 93 461 | 132 744 |

| 1979*   | 1989*   | 2002*   | 2010*   | 2012    | 2013    |
| ------- | ------- | ------- | ------- | ------- | ------- |
| 287 353 | 336 514 | 328 809 | 343 334 | 360 324 | 368 011 |

### Composition ethnique

Carte ethnique et géopolitique de l'est de la mer Noire et du Caucase.

L’ethnie majeure du kraï de Krasnodar est composée de Russes (à plus de 70 %). Les habitants de Sotchi sont des citoyens de la fédération de Russie d'origines variées, distinguées d'après leur « nationalité », c'est-à-dire, au sens russe de leur origine ethnique (et non pas de leur citoyenneté au sens français) : Russes (70 %), mais aussi Ukrainiens, Biélorusses, Arméniens, Géorgiens, Grecs, Oubykhs, Tatars, Abkhazes, Adyguéens, etc.

### Religion
Quatre-vingts pour cent de la population est de religion orthodoxe (Russes, Ukrainiens, Grecs pontiques, Biélorusses, Ossètes, Géorgiens, une partie des Abkhazes) et fréquente une trentaine d'églises orthodoxes.
Il existe aussi une église catholique Saint-Simon-et-Saint-Thadée, construite en style néo-gothique en 1995 dans le centre-ville et une autre à Lazarevskoïe, et une chapelle catholique arménienne. L'Église arménienne autocéphale possède quant à elle trois paroisses.
Les Émirats arabes unis ont fait construire une mosquée dans le micro-raïon central de Bytkha pour les cinq pour cent de la population du Grand-Sotchi de religion musulmane, en plus de la petite mosquée existant à Tkhagapch.
Il existe aussi plusieurs lieux de culte construits par de petites communautés récemment installées, et dont l'origine historique remonte aux États-Unis, comme les baptistes, les témoins de Jéhovah et les adventistes.

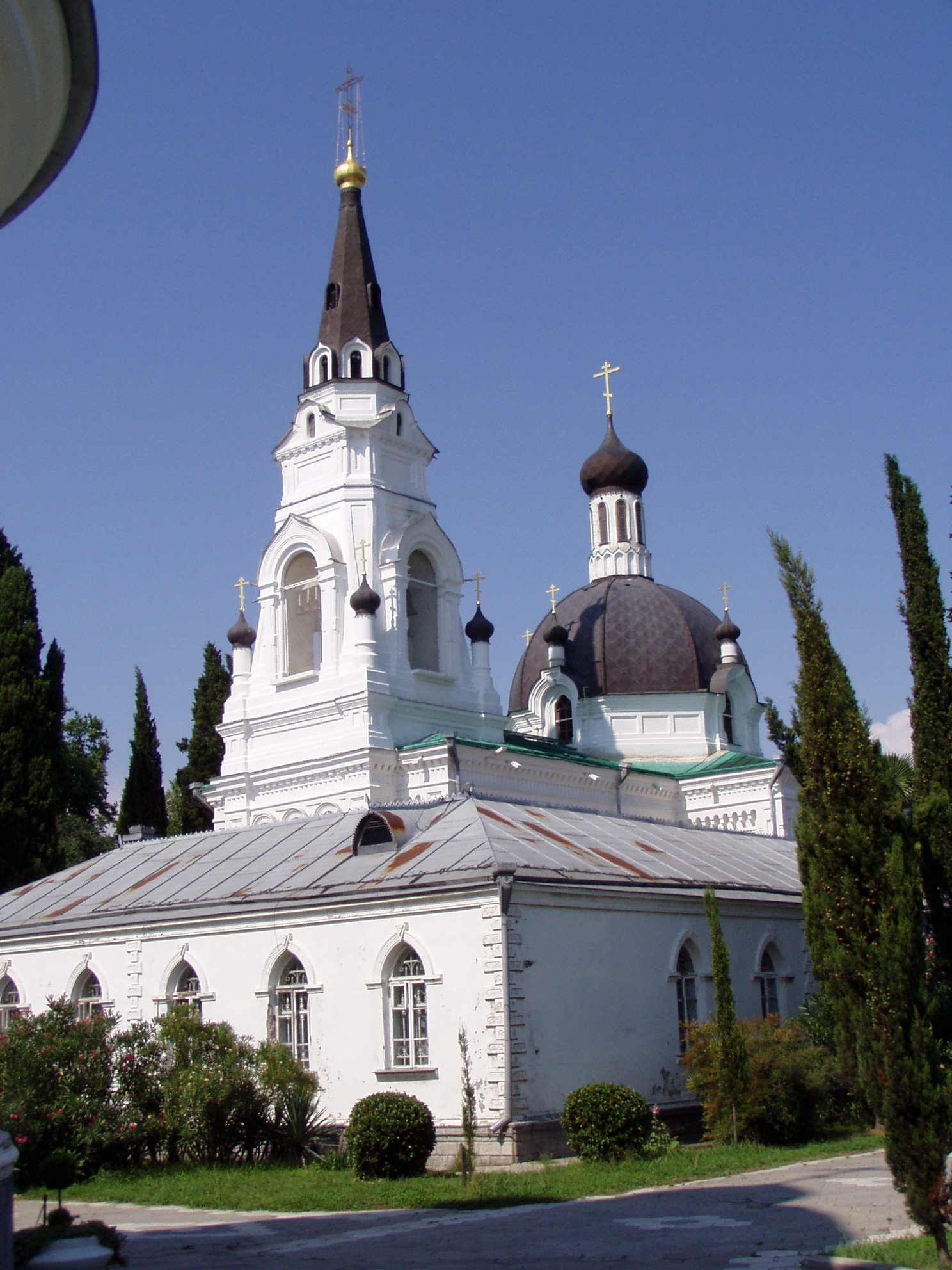
Cathédrale orthodoxe Saint-Michel-Archange (Sotchi centre), construite en 1890.
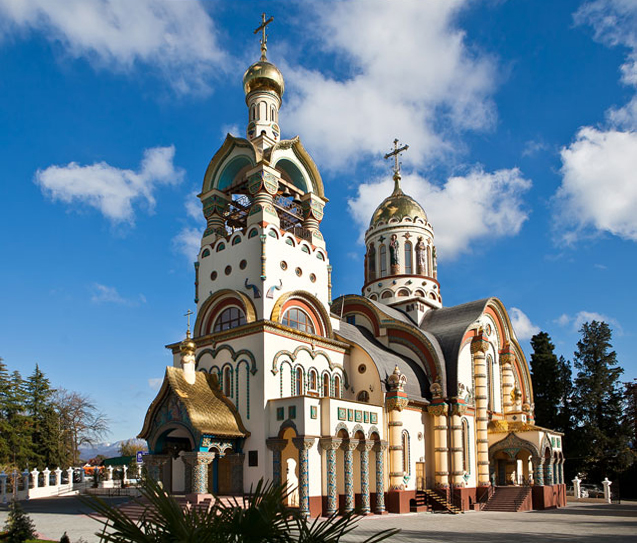
Église orthodoxe Saint-Vladimir (colline Vinogradnaïa, des Vignobles), consacrée en 2011.
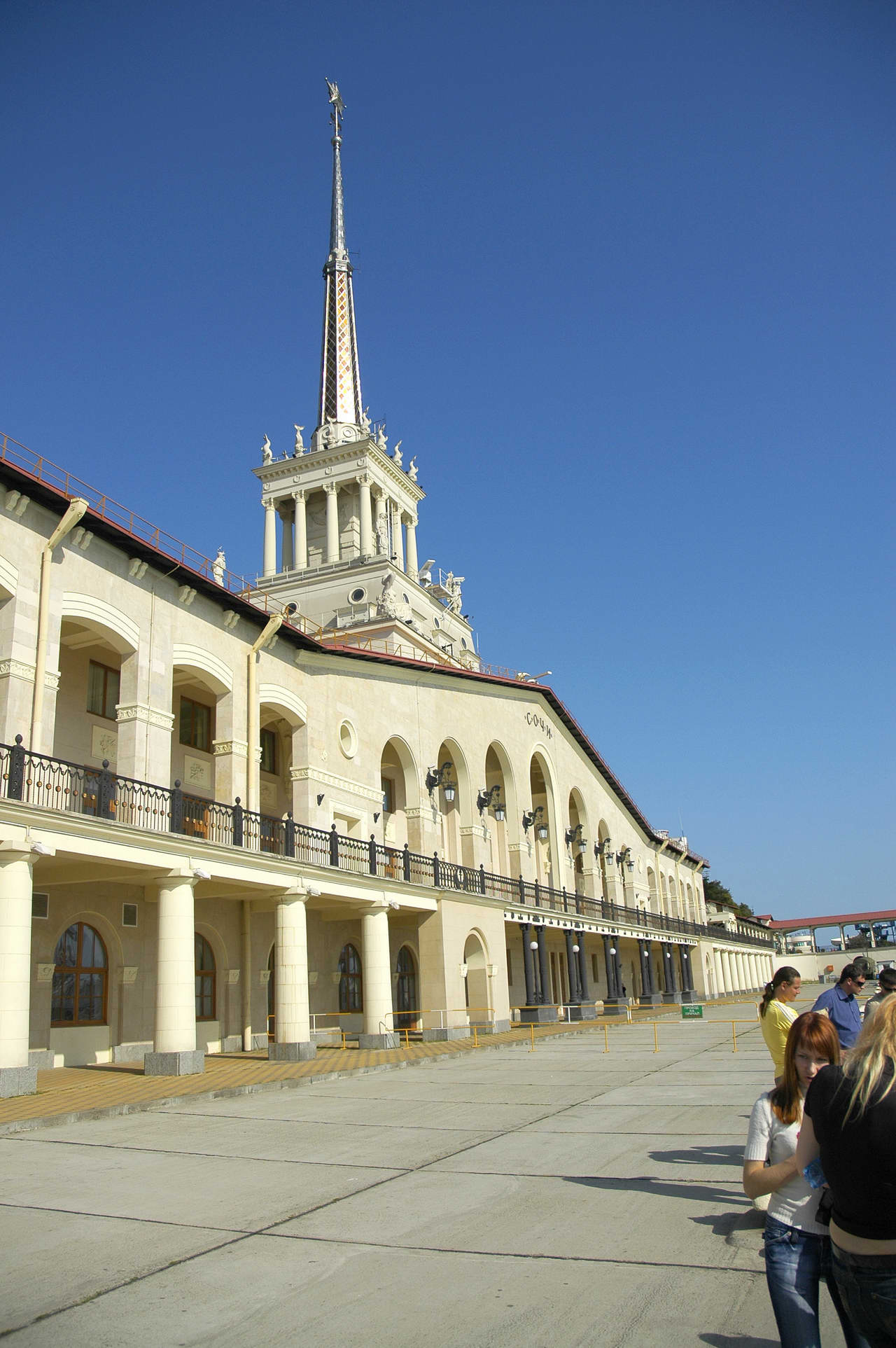
Ancien édifice religieux à Sotchi, rue Voïkova (région de Krasnodar).
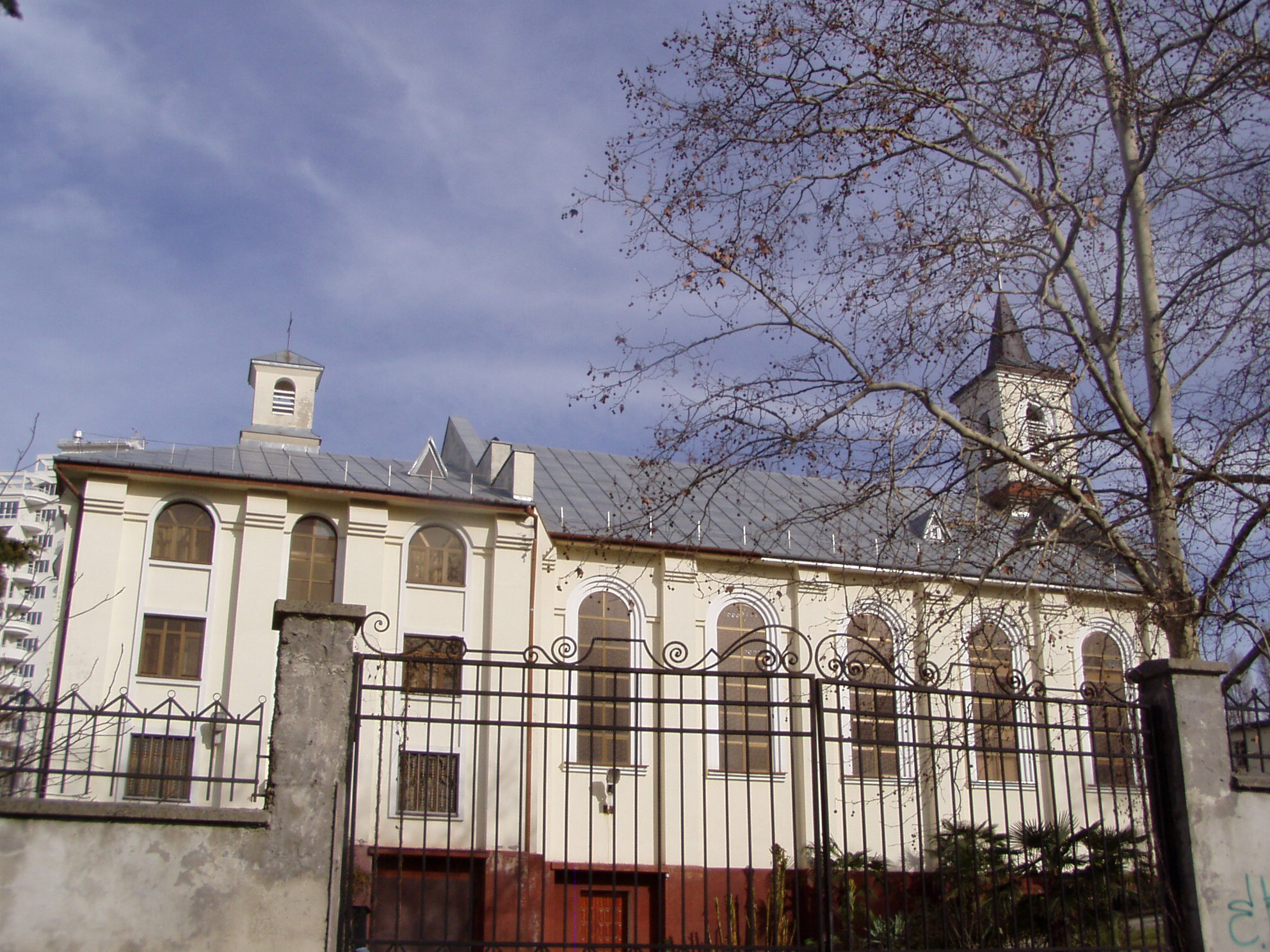
Vue latérale de l'église catholique Saint-Simon-et-Saint-Thaddée (Sotchi centre), construite en 1995.
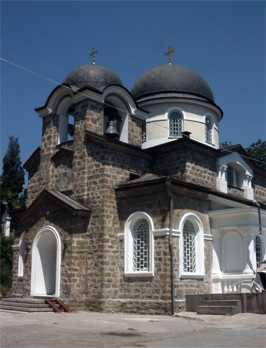
Église de la Transfiguration à Khosta.
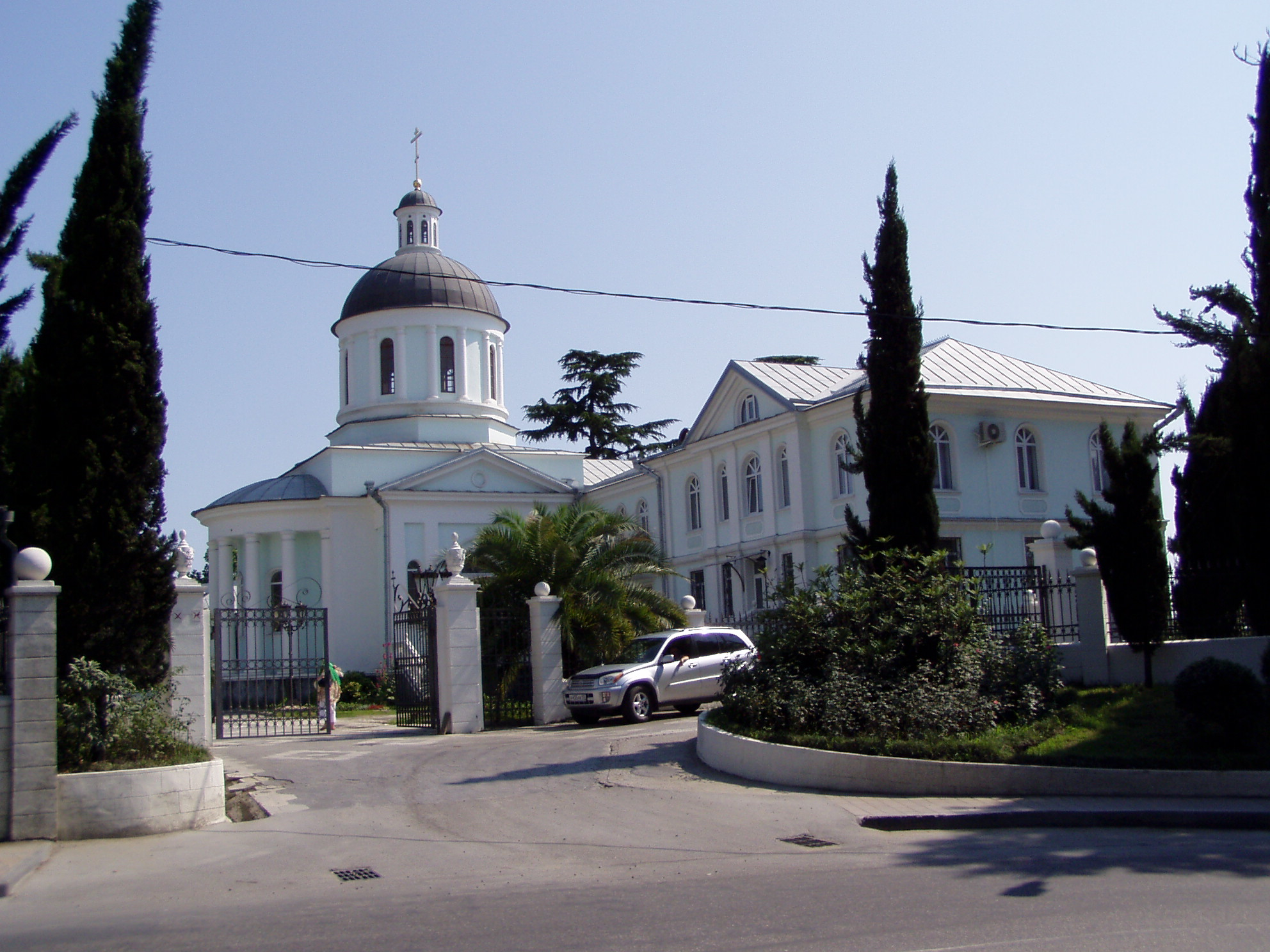
Vue de l'église Notre-Dame d'Ivérie à droite de l'entrée de la cathédrale Saint-Michel-Archange.

### Enseignement et recherche
Sotchi dispose de 70 établissements d'enseignement général. Pour l'enseignement supérieur, il existe à Sotchi des unités décentralisées de plusieurs universités d'État de Russie, ainsi que des établissements d'enseignement supérieurs distincts, comme:
- L'université d'État de Sotchi, fondée en 1989
- L'université internationale olympique russe, fondée en 2009: première université de ce genre à former des professionnels du sport, du management du monde du sport, des événements sportifs, du sponsoring sportif, etc.
- L'université internationale d'innovation
- L'institut de la mode et des affaires
- L'université du tourisme de Sotchi
- L'institut de marine de Sotchi
- L'académie d'État de la mer Noire, etc.

La ville accueille des établissements et laboratoires de recherche, notamment du point de vue climatique et géographique.
- Centre de recherche scientifique de Sotchi de l'Académie des sciences de Russie
- Institut de recherche et d'études forestières
- Département de Sotchi de la Société géographique de Russie.

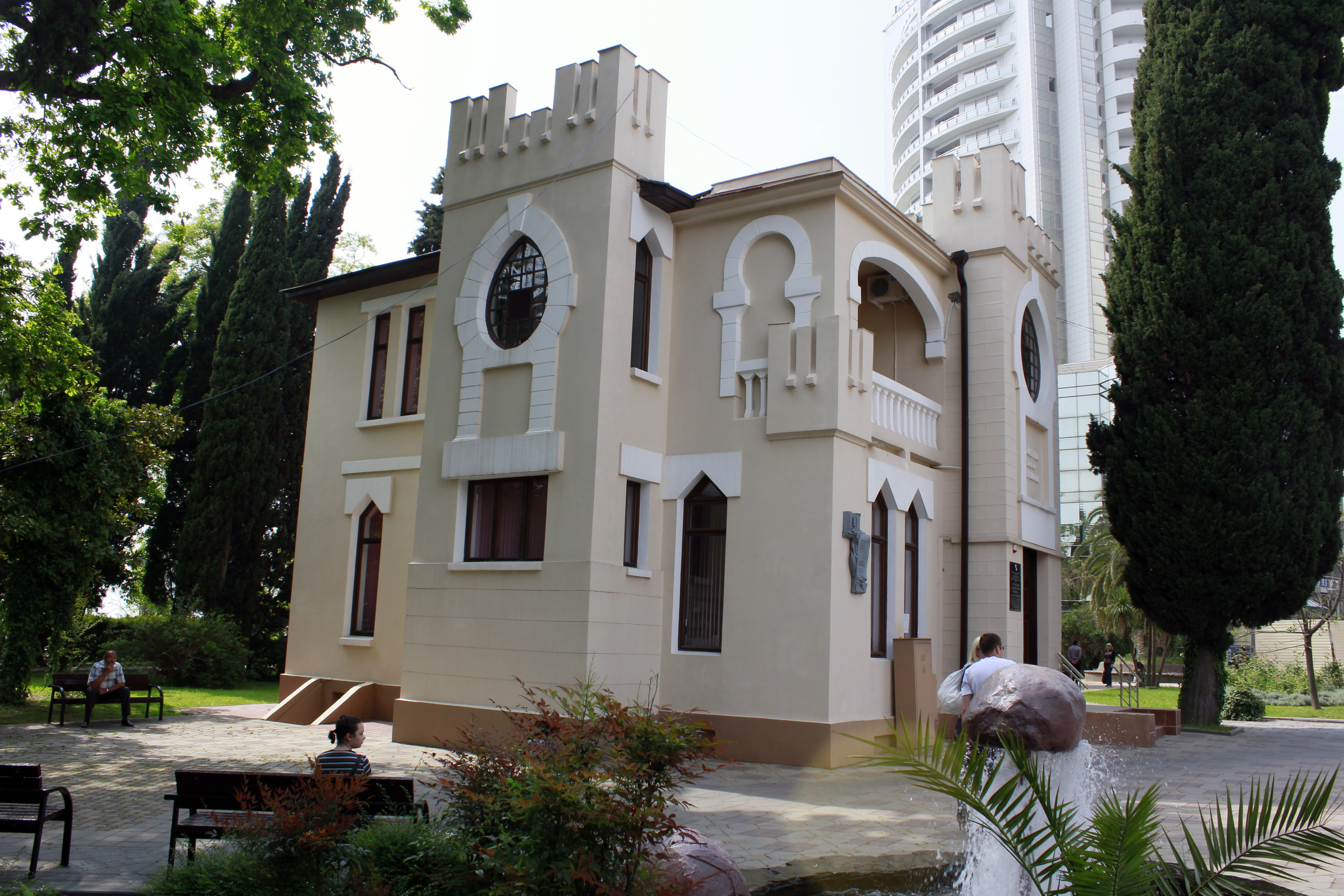
La bibliothèque Pouchkine.
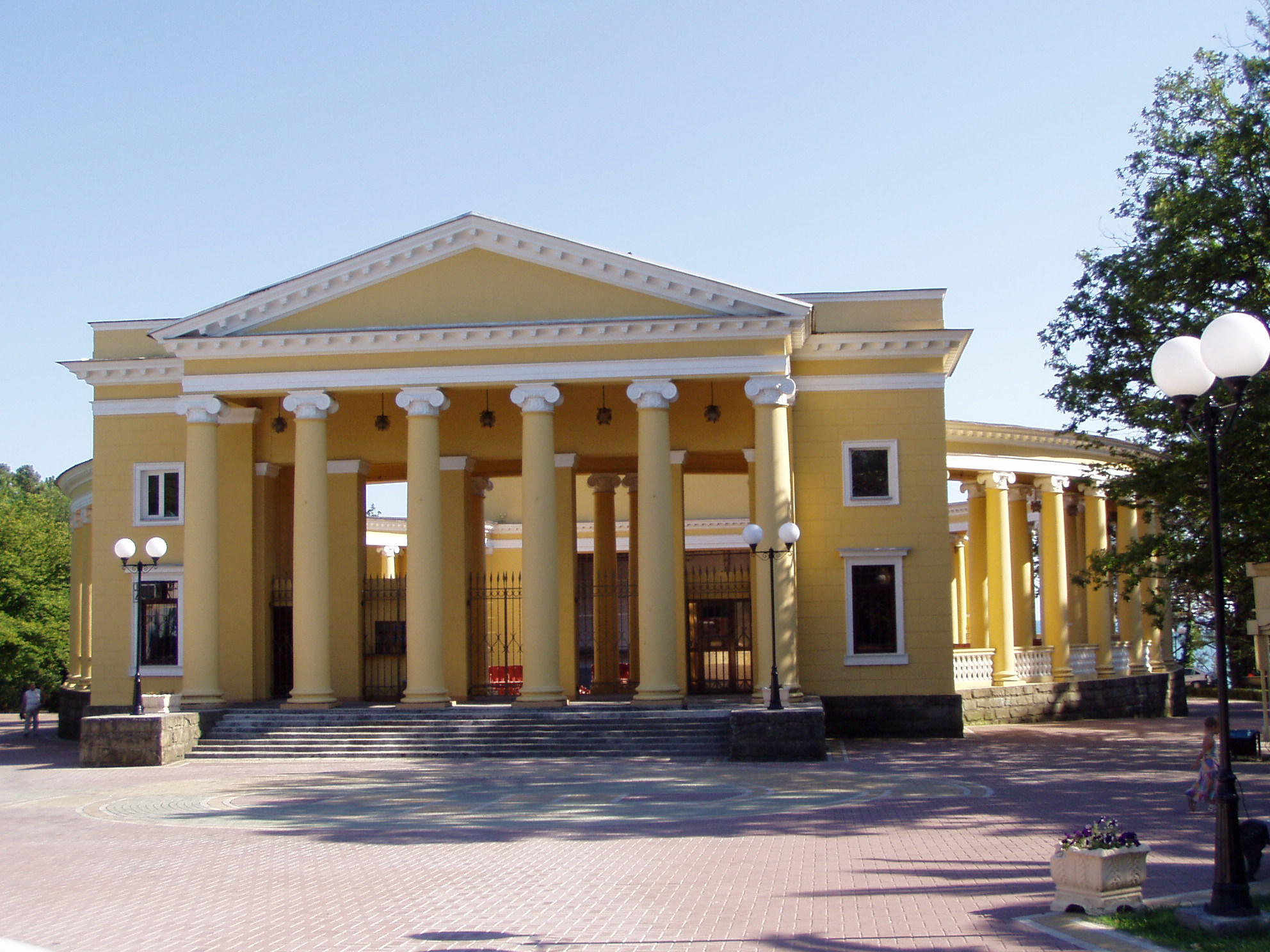
Théâtre d'été de Sotchi.
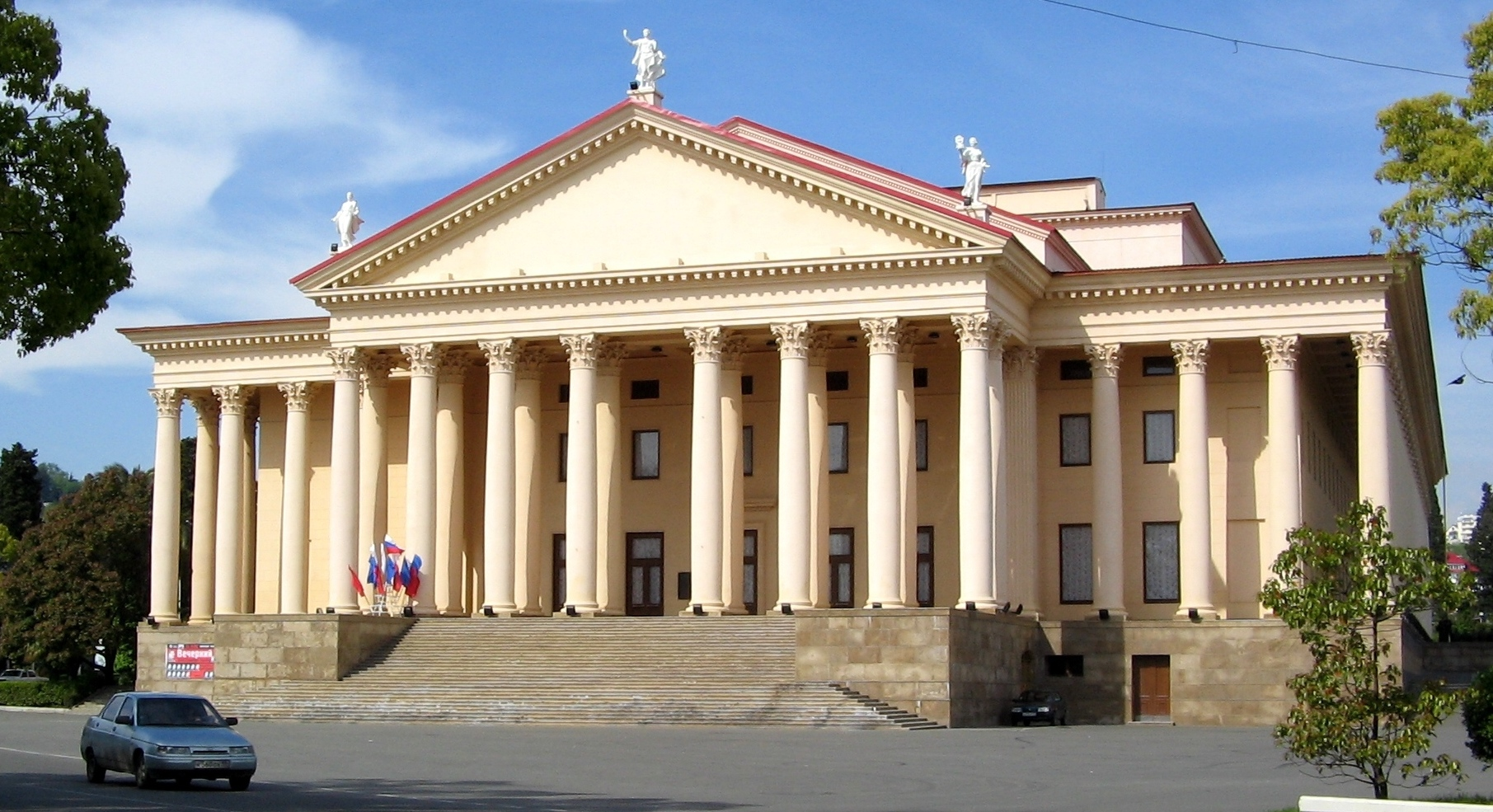
Le théâtre d'hiver de Sotchi.
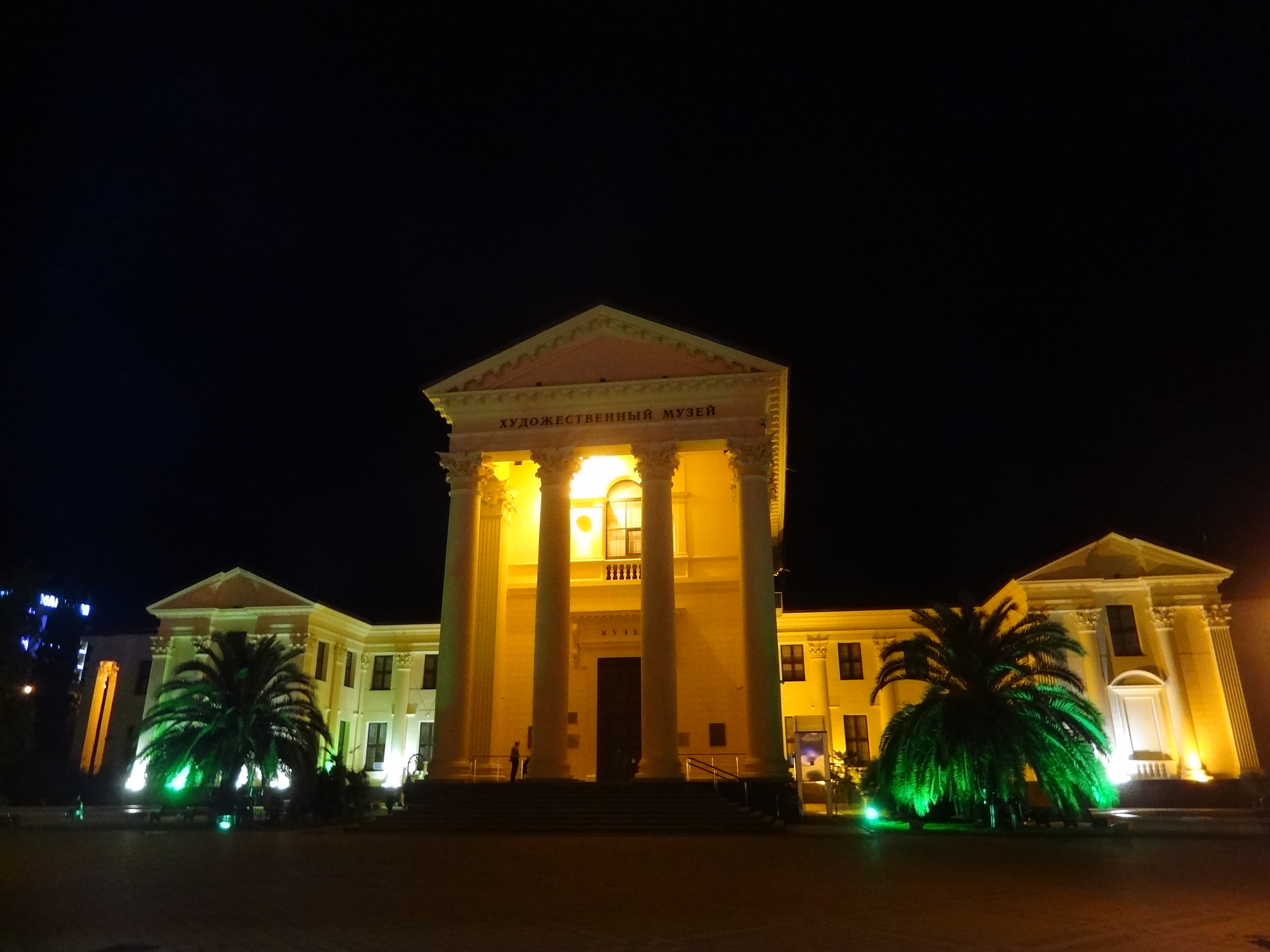
Musée d'art de Sotchi.
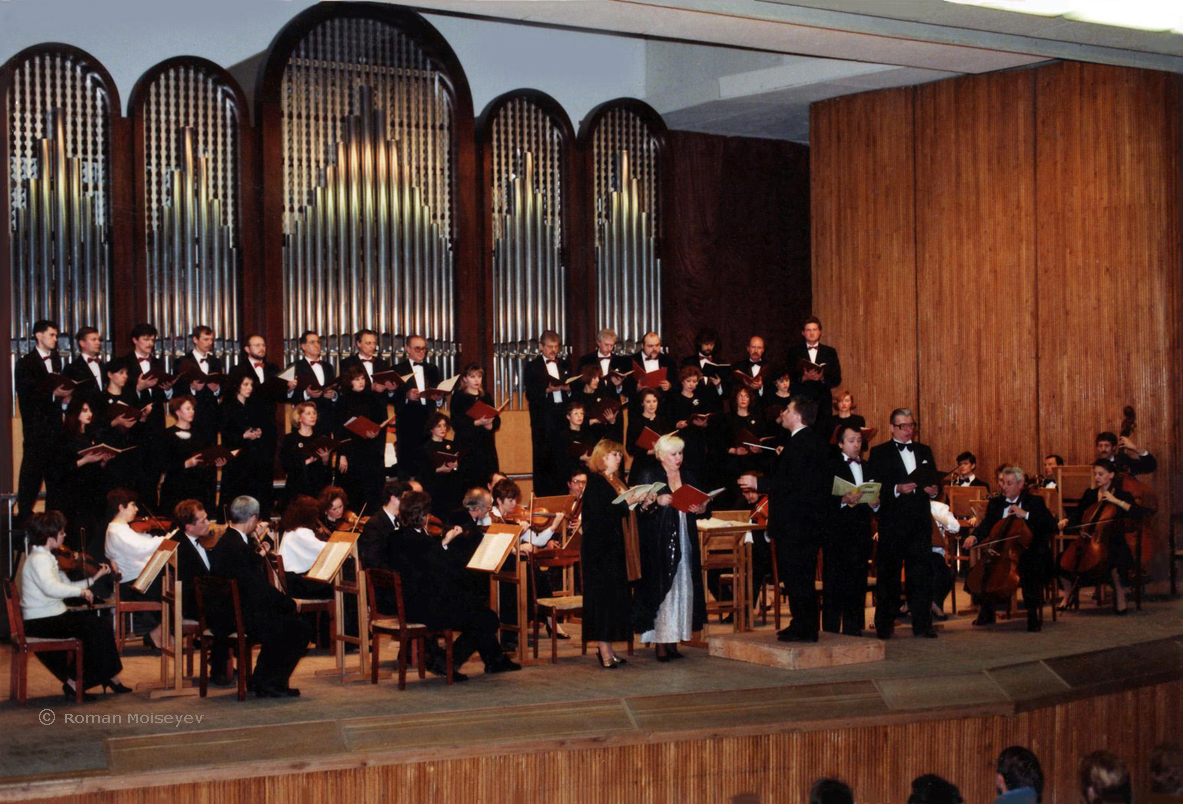
Requiem de Mozart à la salle de concert de musique de chambre et d'orgue de Sotchi.

### Sports
La ville abrite le stade olympique Ficht, notamment utilisé lors des Jeux olympiques d'hiver de 2014. Il abrite à présent l'équipe de football du FK Sotchi, fondé en juin 2018, qui évolue au sein de la deuxième division russe. Une autre équipe de football, le Jemtchoujina Sotchi a également existé entre 1991 et 2012, et a notamment évolué en première division russe de 1993 à 1999.
Un club de hockey sur glace, le HK Sotchi, existe également depuis 2014 et joue au palais des glaces Bolchoï. Il évolue depuis sa fondation au sein de la Ligue continentale de hockey.

## Culture locale et patrimoine

### Sites culturels

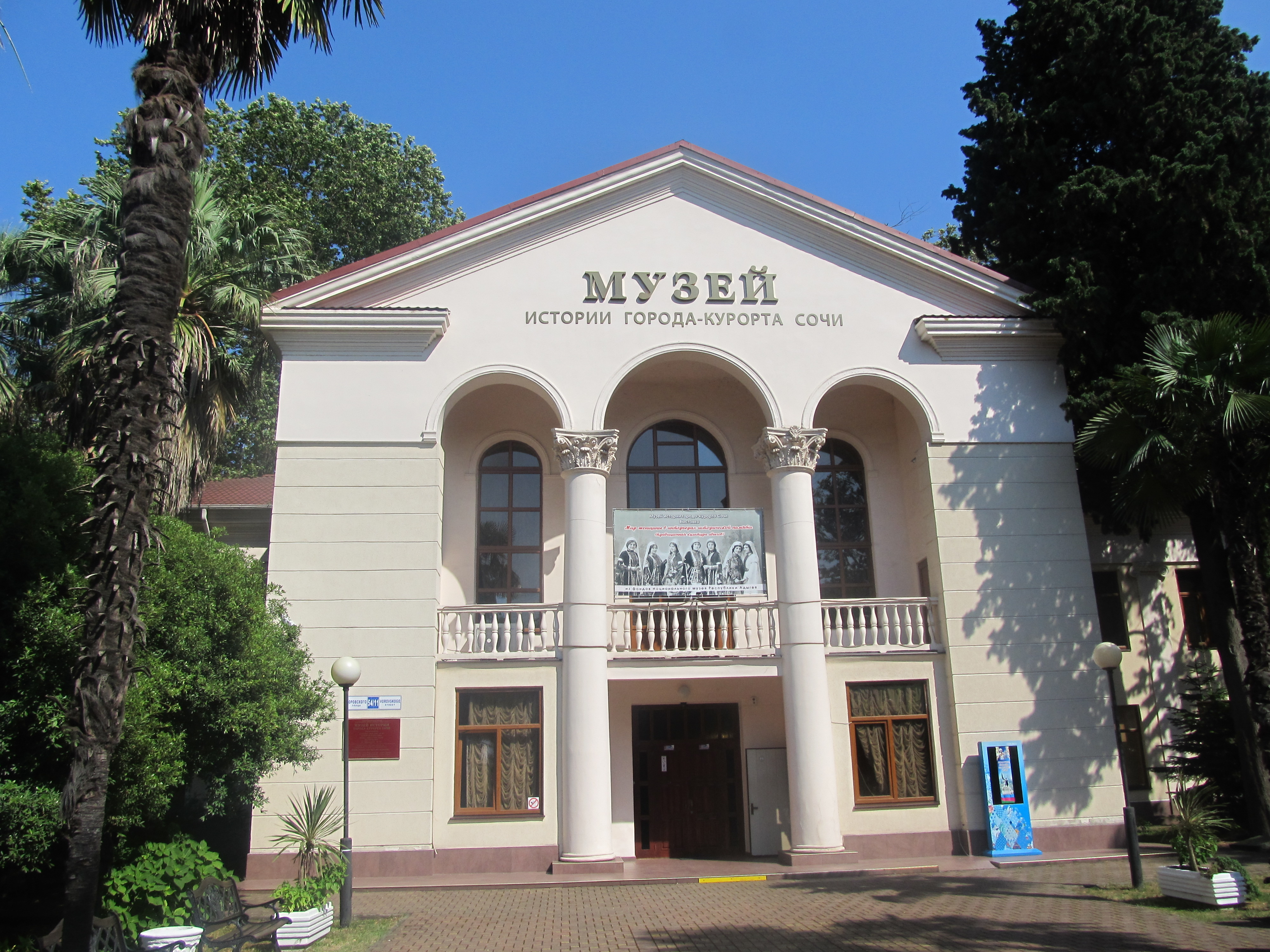
Musée d'histoire de Sotchi.

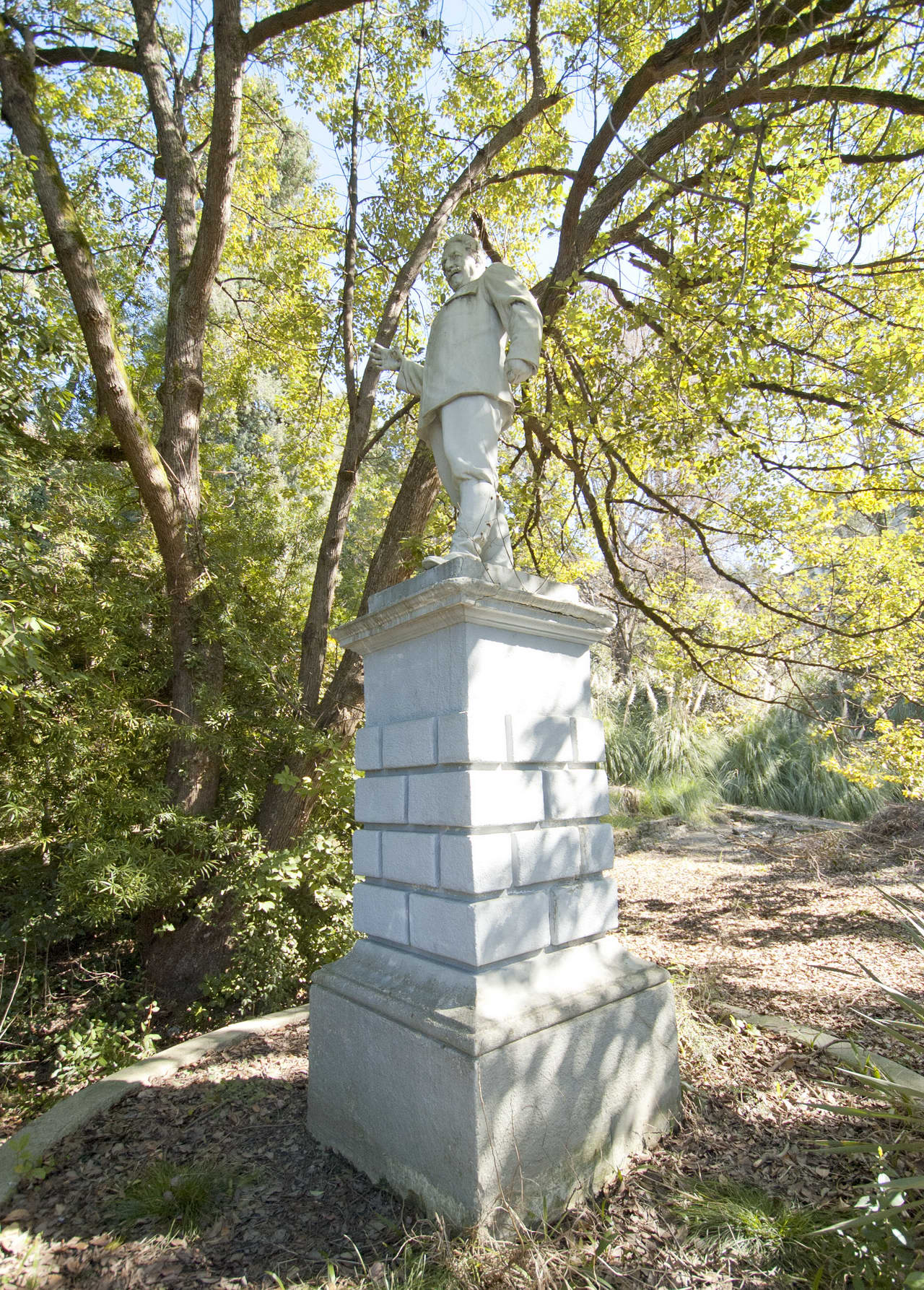
Statue d'Ordjonikidzé dans le parc du sanatorium Ordjonikidzé à Sotchi (quartier de Bytkha).

Il existe plusieurs musées, le musée d'art de Sotchi, le musée d'histoire de Sotchi avec des filiales comme la villa-musée de Valeria Barssova, et le musée ethnographique de Sotchi, ainsi que le musée littéraire Ostrovski.
La ville dispose surtout de salles de spectacles et de divertissement :
- Le théâtre d'hiver de Sotchi avec son fronton à la grecque en plein centre-ville est le plus connu.
- Le théâtre d'été avec ses colonnes ioniques a été construit en 1937 et entièrement rénové en 2013.
- La Salle du Festival, où se produisent les chanteurs tout au long de l'année et à l'occasion des différents festivals compte parmi les salles de spectacle les plus connues du pays grâce aux retransmissions télévisées. Elle se trouve au bord de la mer.
- Pour les familles, l'aquarium océanique, dit "Okeanarium", est prisé des enfants, ainsi que le fameux cirque de Sotchi construit en 1971. Il propose aussi des concerts de musique de variété.
- Il existe aussi une salle de concert de musique de chambre et d'orgue et un théâtre de verdure.
- La ville dispose de plusieurs bibliothèques, dont la bibliothèque centrale, inaugurée en 1963, et la bibliothèque Pouchkine qui se trouve dans une ancienne petite villa de la fin du XIXe siècle à l'architecture romantique.
- Sotchi possède aussi plusieurs salles de cinéma dont l'étonnante salle Stéréo construite dans un bâtiment en forme de temple grec avec une colonnade corinthienne.
- Sotchi accueille tous les ans le festival de cinéma Kinotavr, avec des acteurs et des vedettes aussi bien russes qu'étrangers. Catherine Deneuve ou Gérard Depardieu s'y sont rendus.
- Certaines villas du tournant du XIXe et du début du XXe siècle sont inscrites au patrimoine culturel, ainsi que des édifices néoclassiques de la période soviétique.

### Personnalités liées à Sotchi

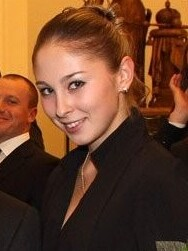
Daria Kondakova

- Arnold Edouardovitch Regel (1856 - 1917), jardinier et dendrologue allemand devenu sujet de l'Empire russe et créateur du parc dendrologique des plantes de cultures méridionales.
- Valentina Dmitrieva (1859-1947), écrivaine.
- Ivan Goremykine (1839 - 1917), avocat et homme politique de la Russie impériale
- Grigory Ordjonikidze (Ordjonikidzé, 1886 - 1937) révolutionnaire géorgien
- Irf Temrjukovna Oruç (1937), jet-setteuse russo-turque
- Andre Geim (1958), physicien récipiendaire du prix Nobel
- Boris Nemtsov (1959 - 2015), homme politique
- Ruben Tatulyan (1969), mafieux
- Ievgueni Kafelnikov (1974), joueur de tennis
- Vitalia Diatchenko (1990), joueuse de tennis russe
- Daria Kondakova (1991), gymnaste

#### Visiteurs
- Pablo Neruda y a séjourné en 1962, et a écrit deux textes pour cette occasion (dans Mémorial de l'Île Noire).

## Jumelages
- Cheltenham (Royaume-Uni) depuis 1959
- Menton (France) depuis 1966
- Rimini (Italie) depuis 1977
- Espoo (Finlande) depuis 1989
- Long Beach (États-Unis) depuis 1990
- Trabzon (Turquie) depuis 1991
- Pärnu (Estonie) depuis 1994
- Weihai (Chine) depuis 1996
- Volos (Grèce) depuis 2002
- Acapulco (Mexique) depuis 2009
- Salé (Maroc) depuis 2010

## Galeries photos

Photos des espaces verts de la région de Sotchi
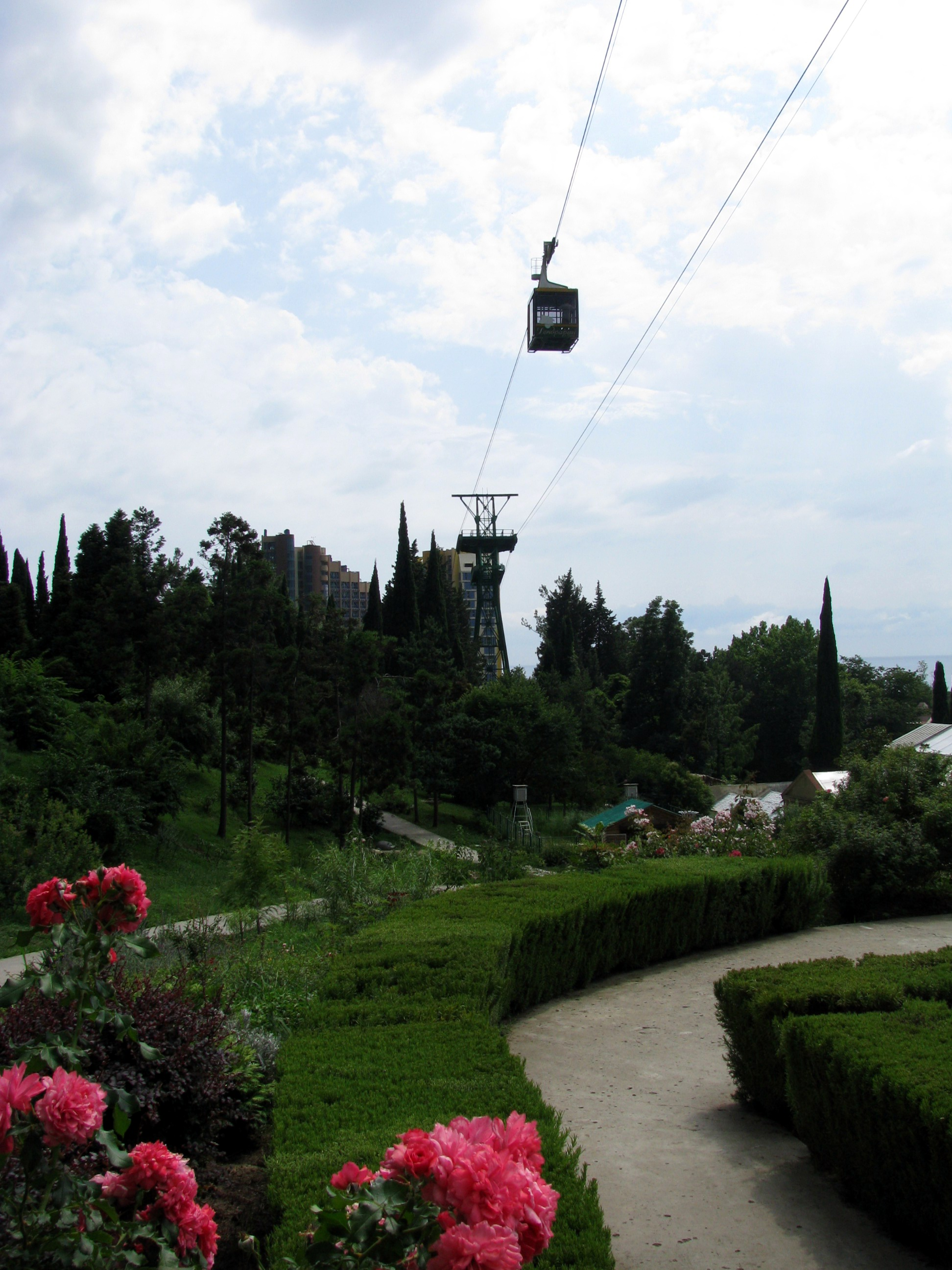
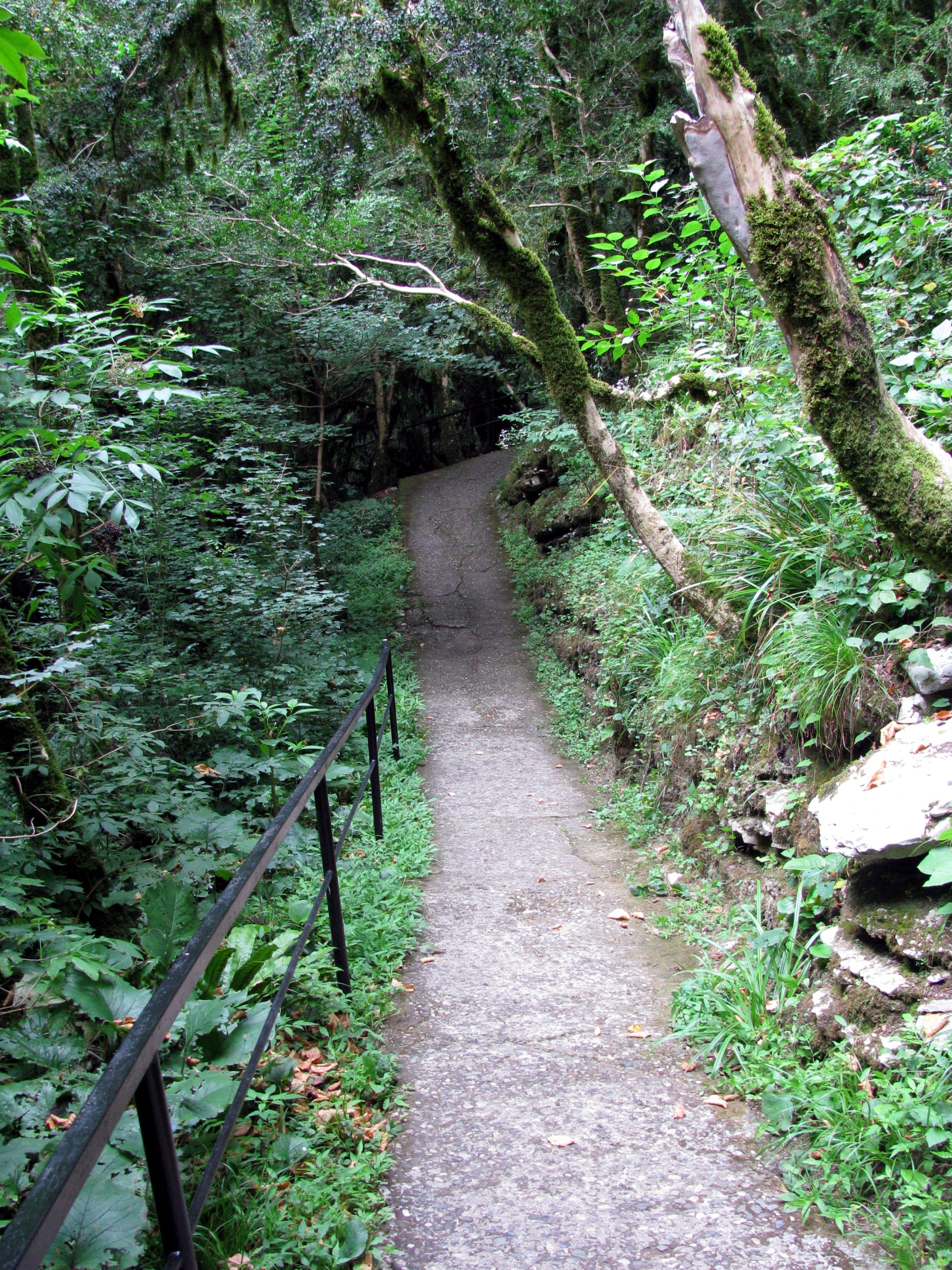
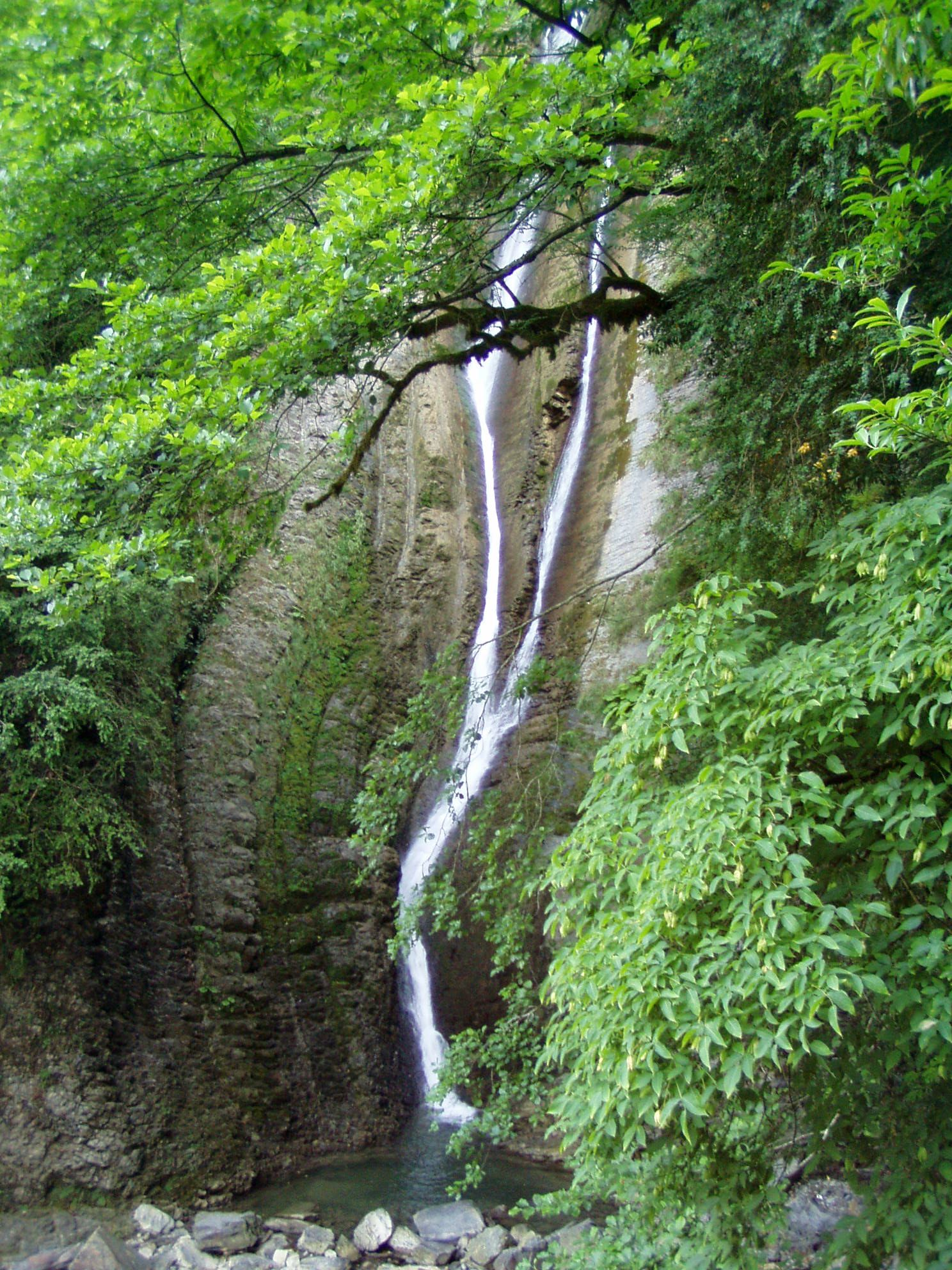
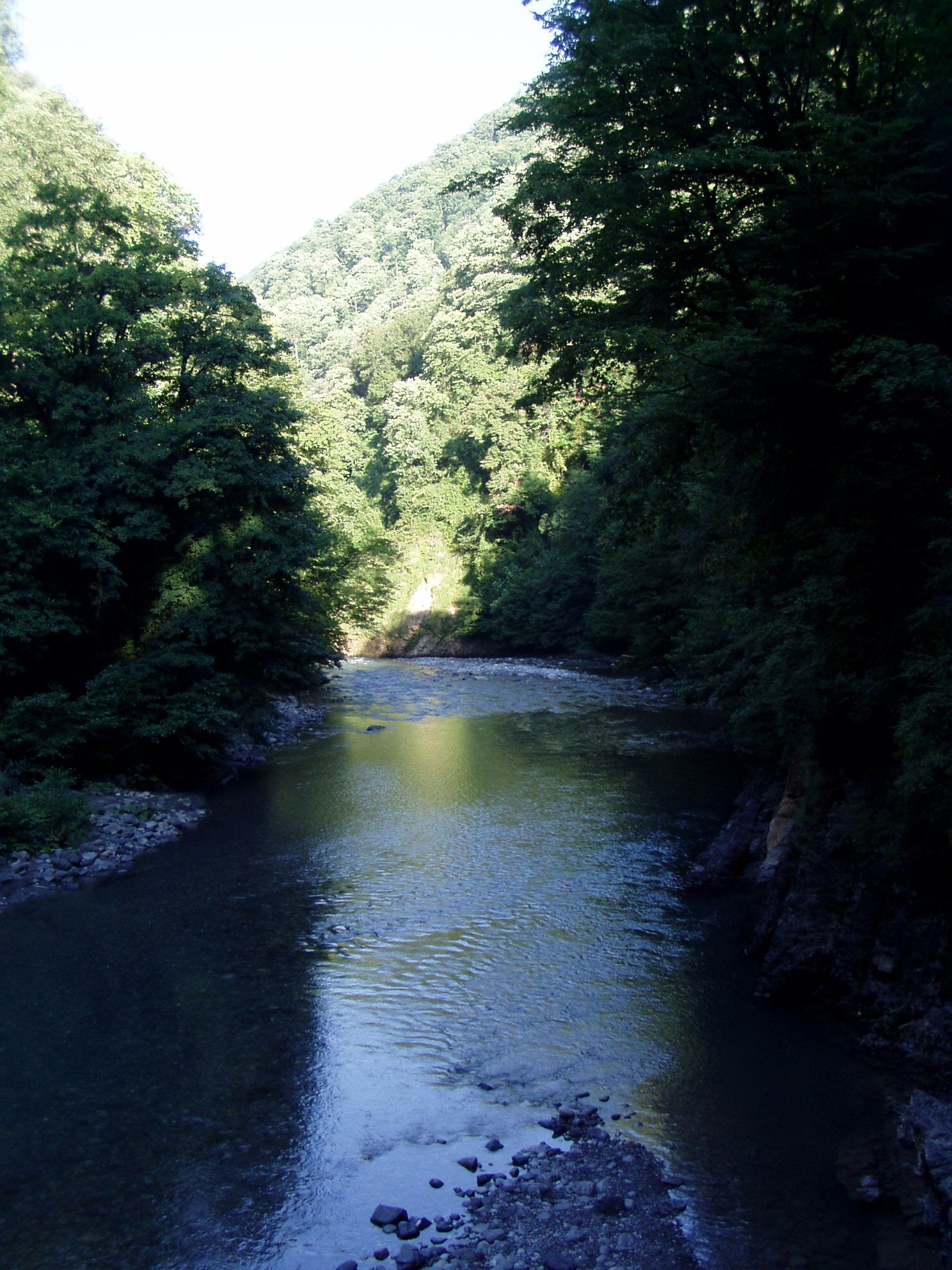
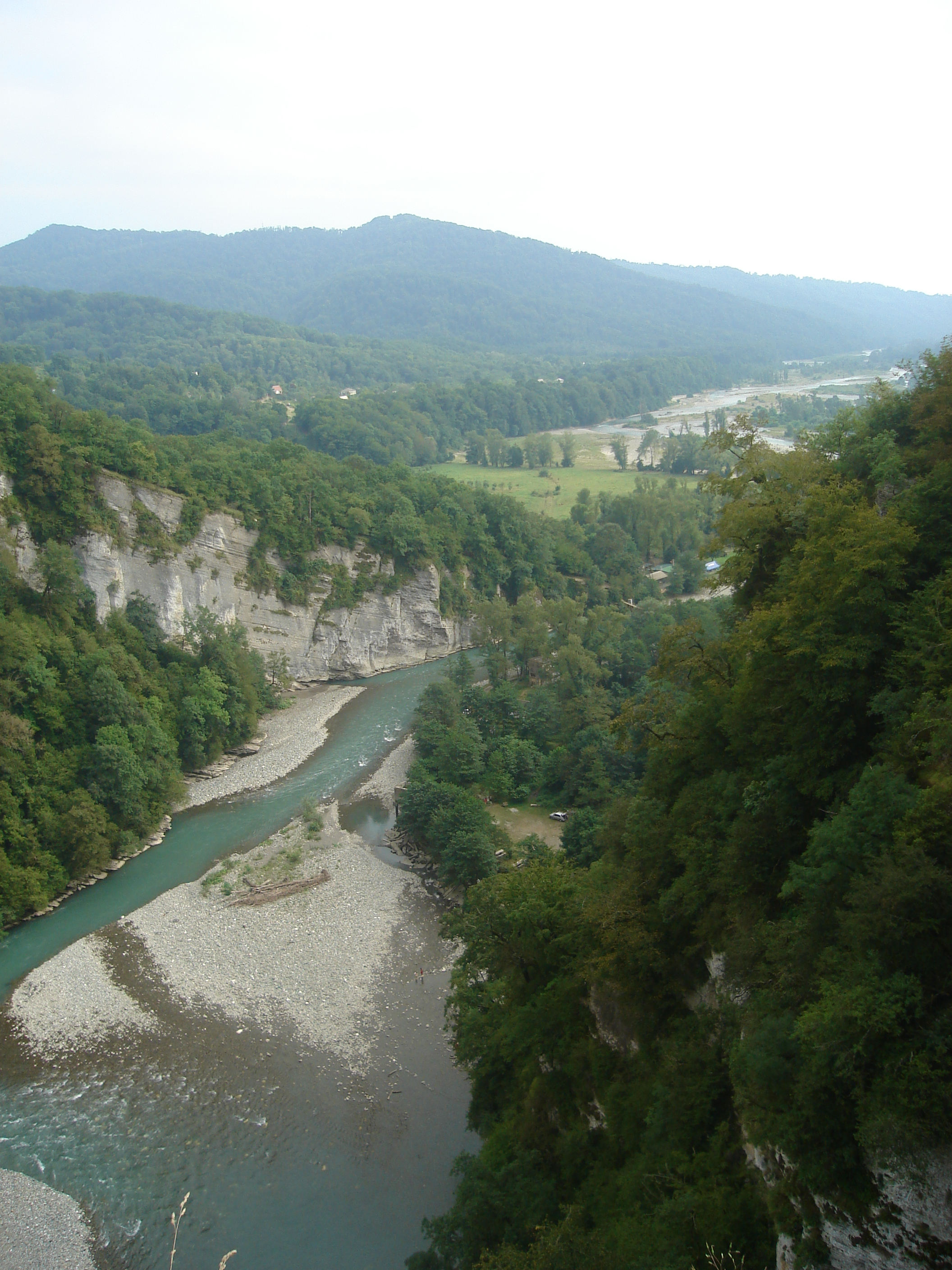
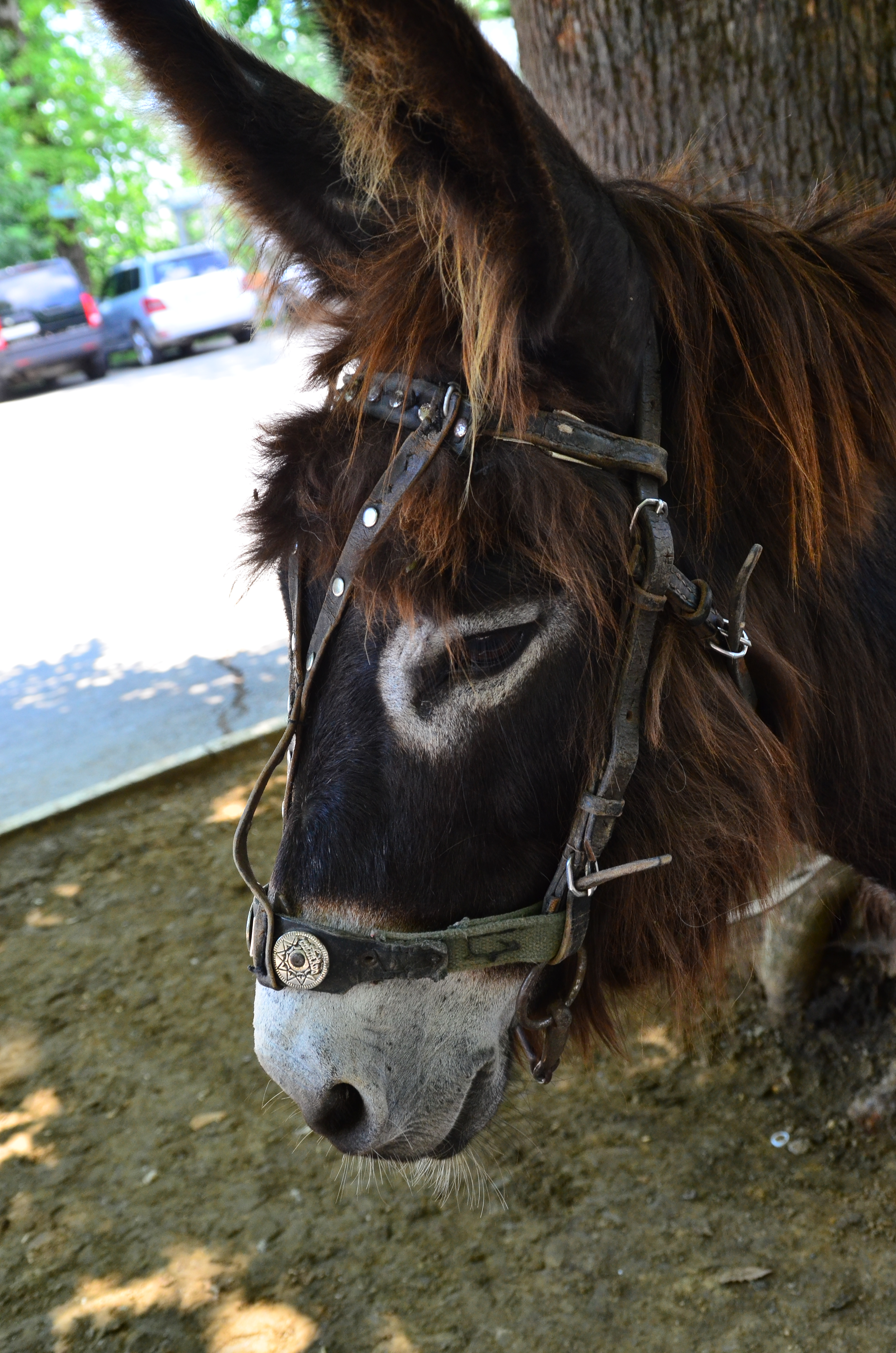
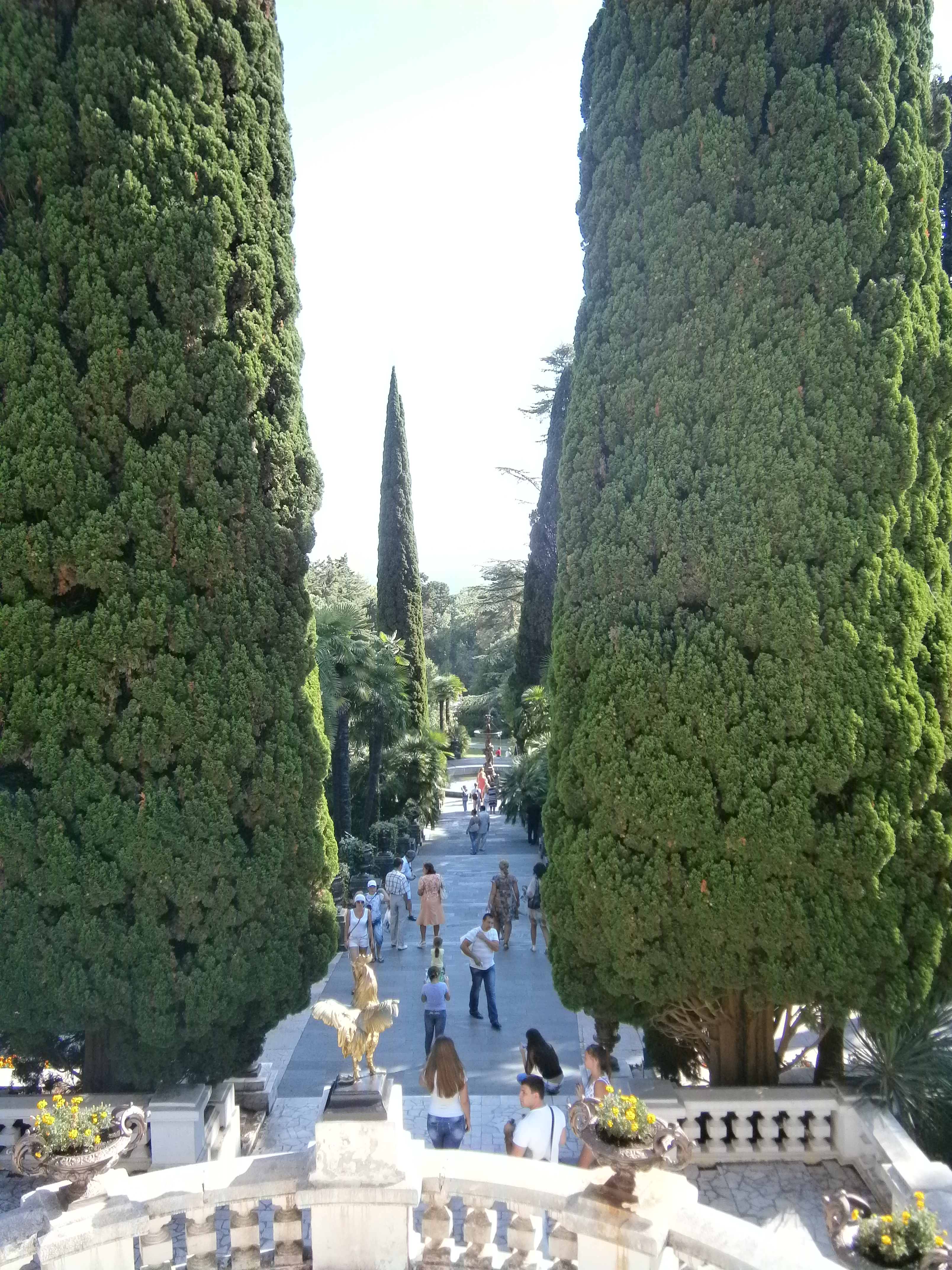
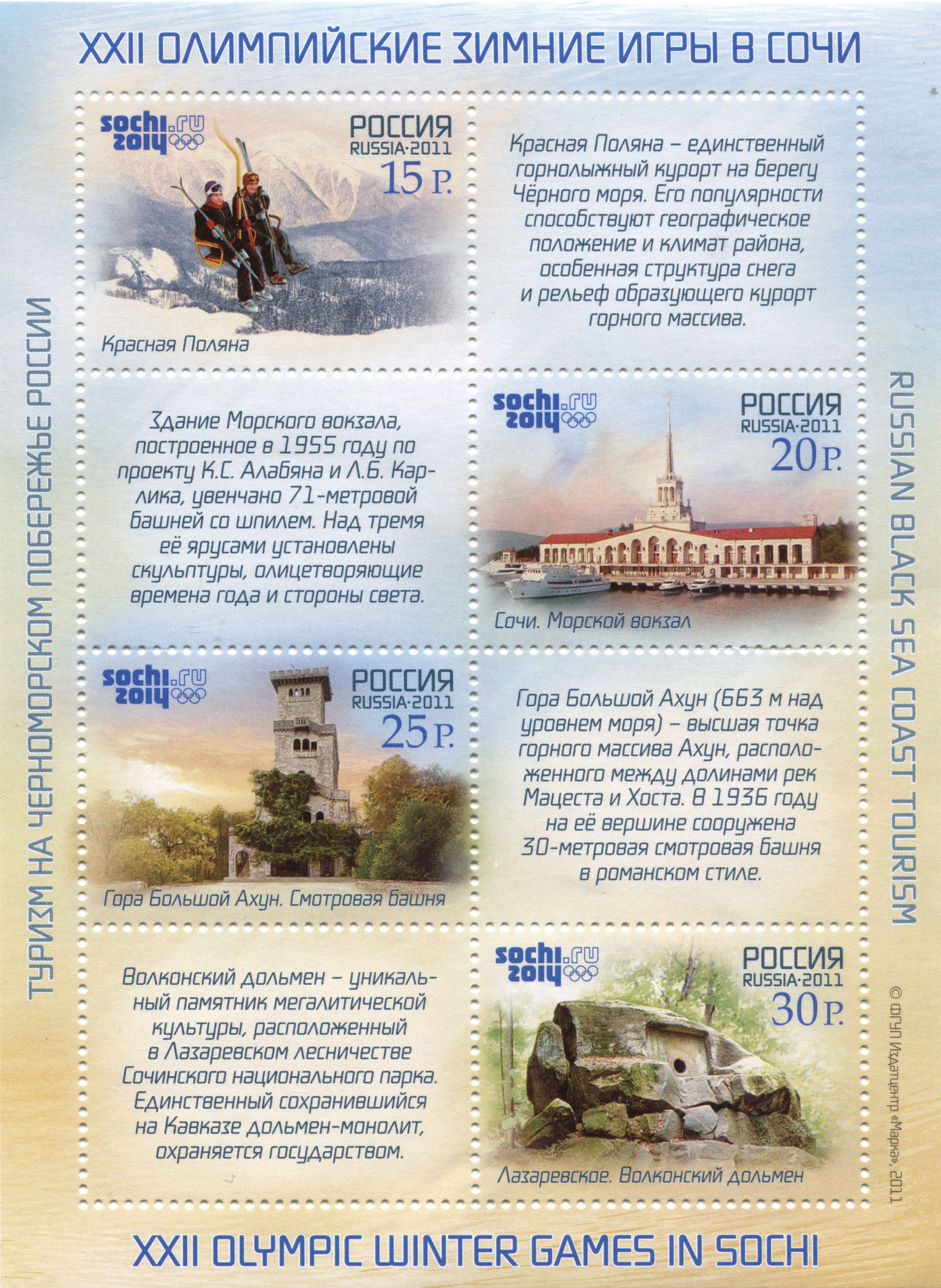

Photos de la Sotchi urbaine
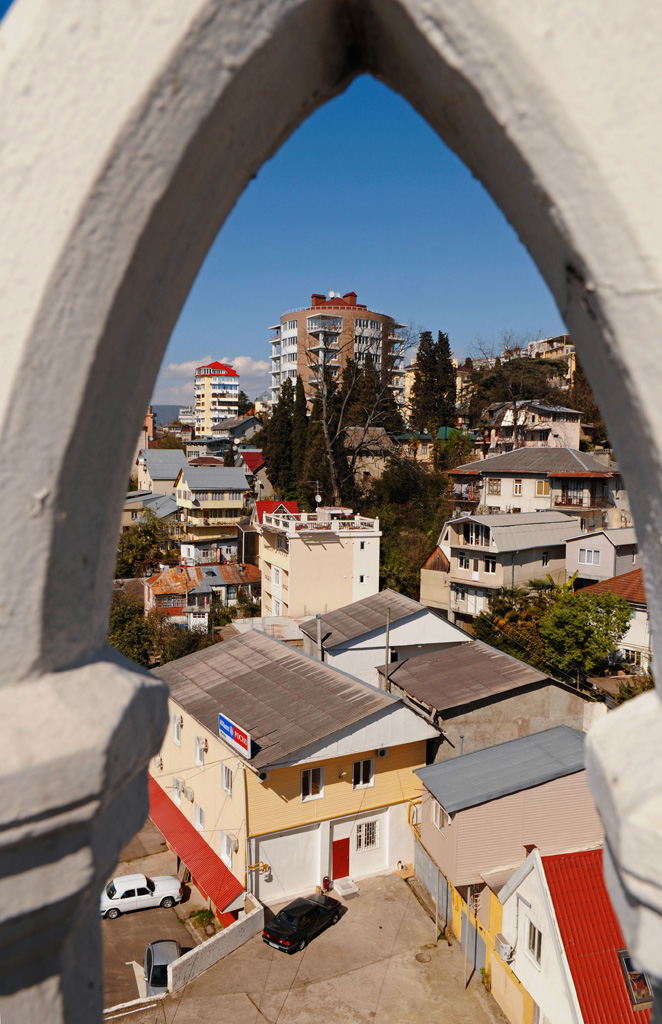
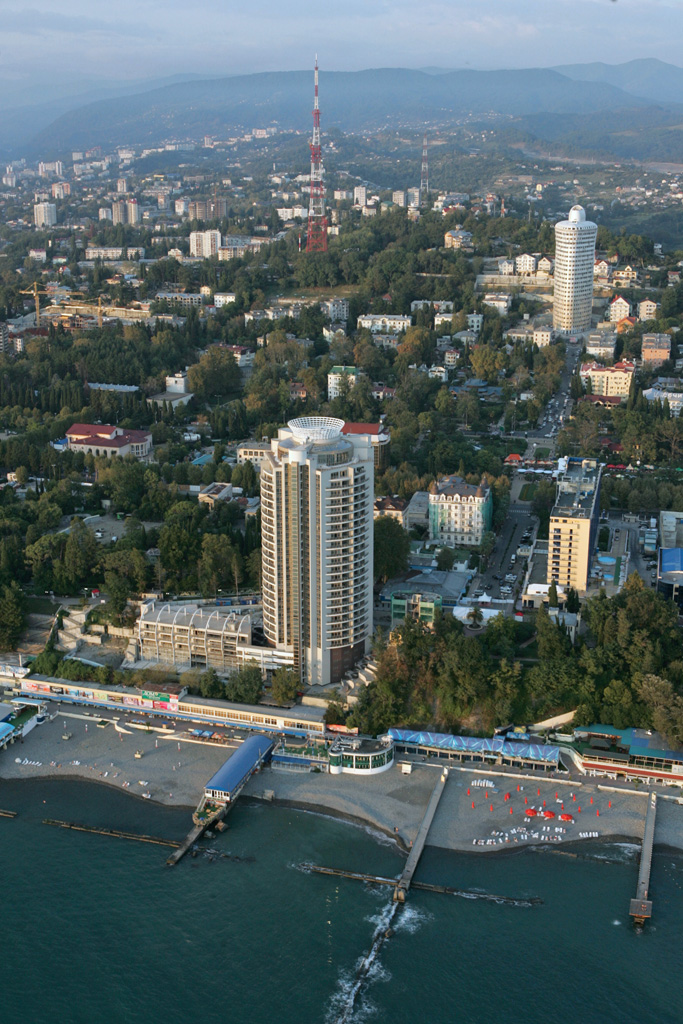
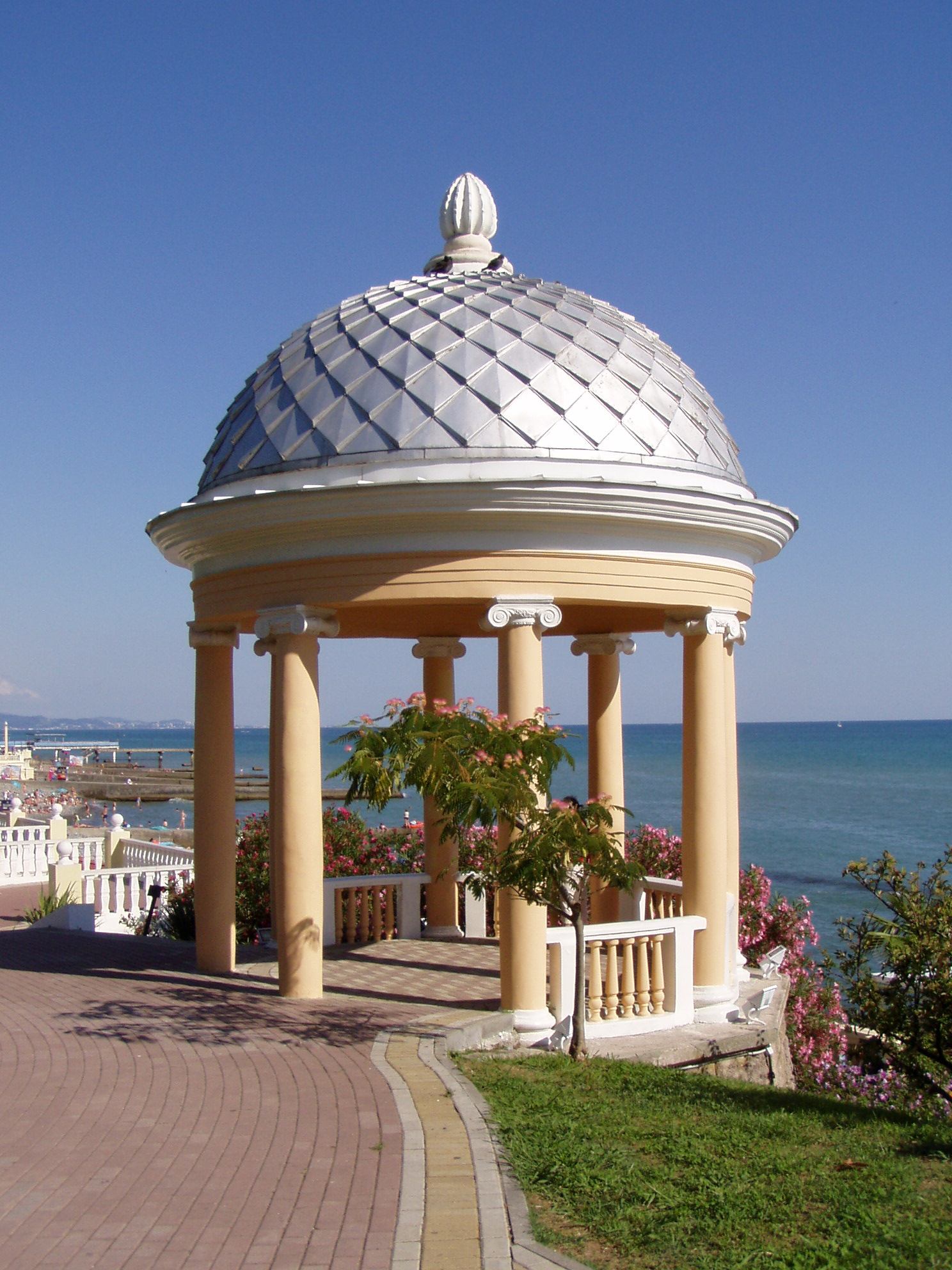
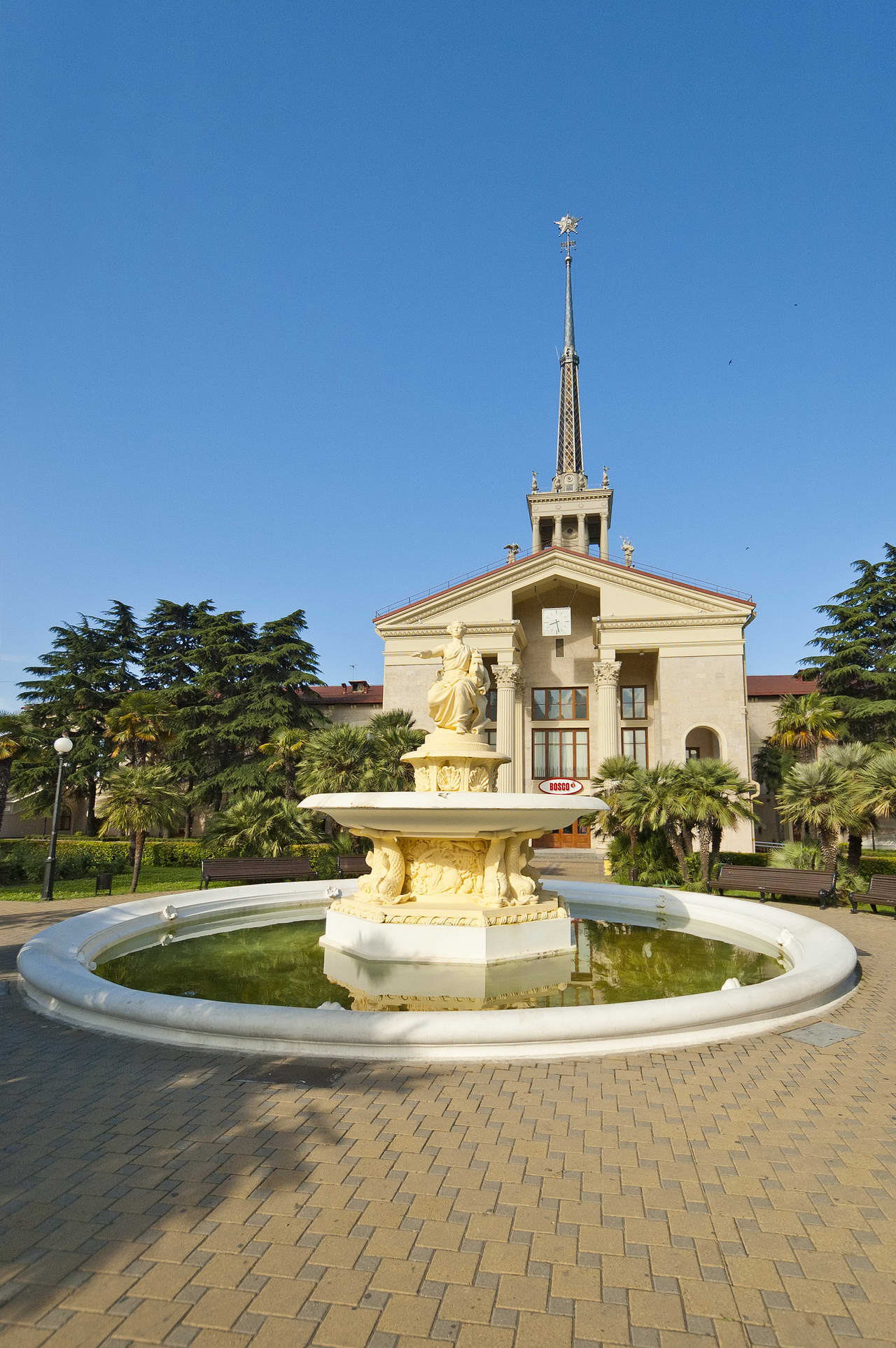
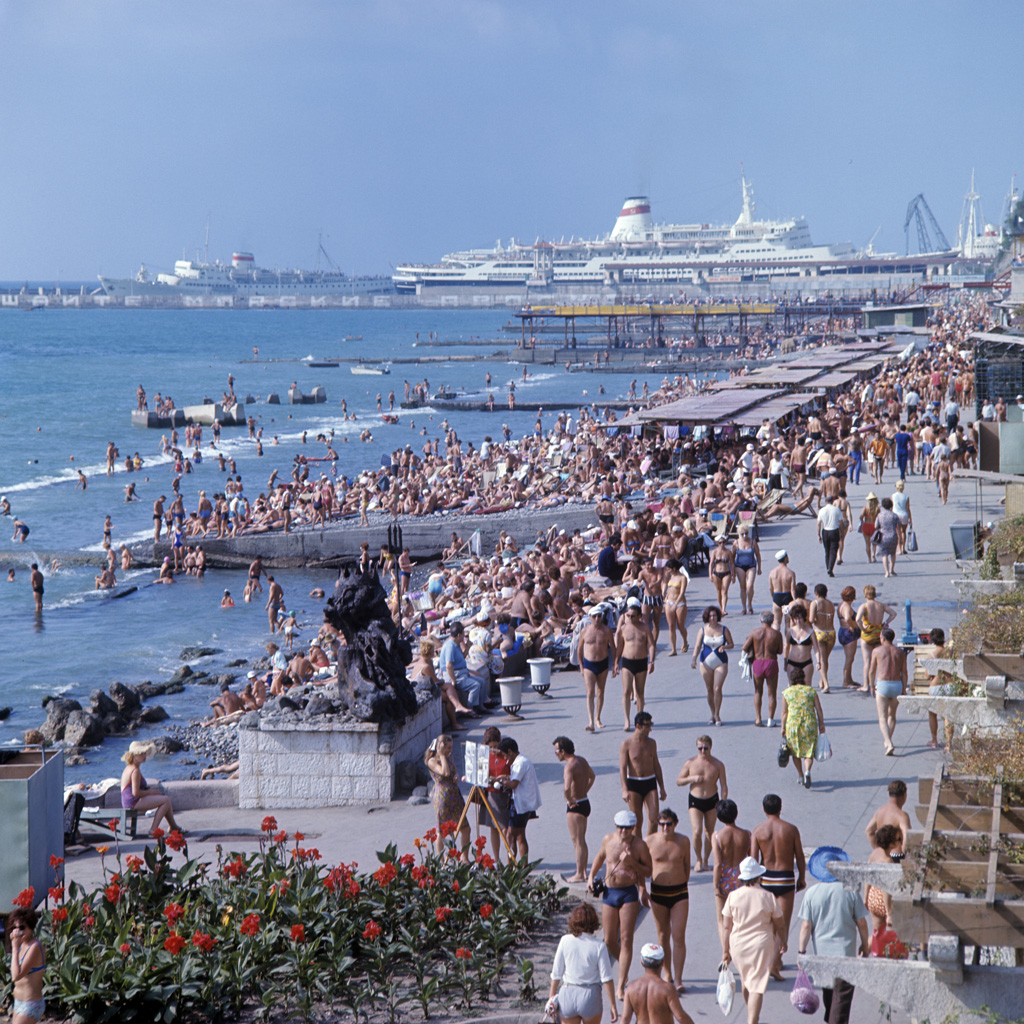
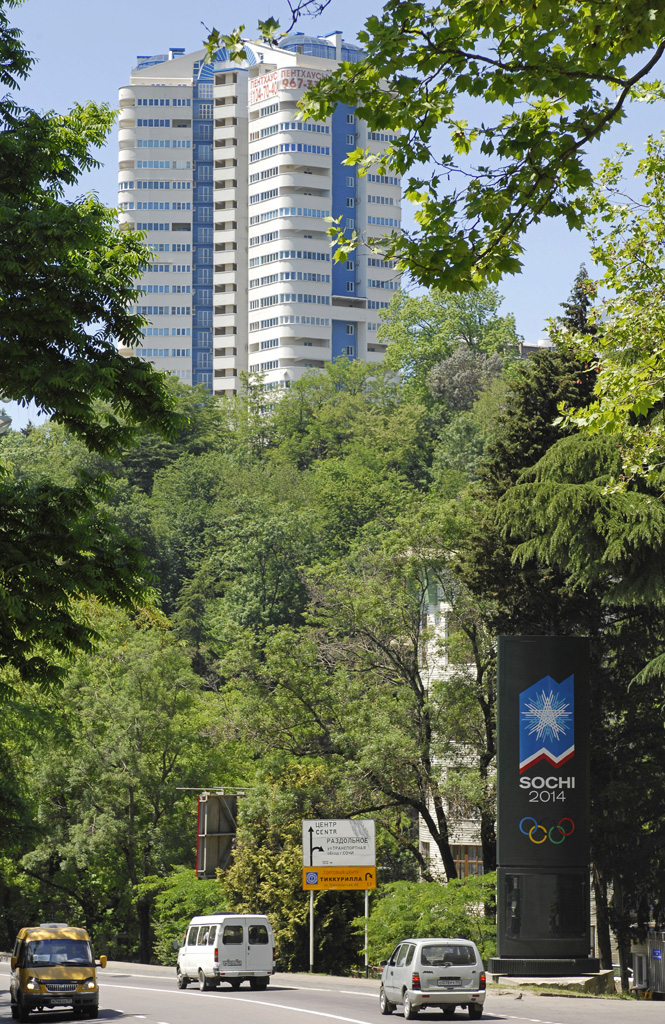
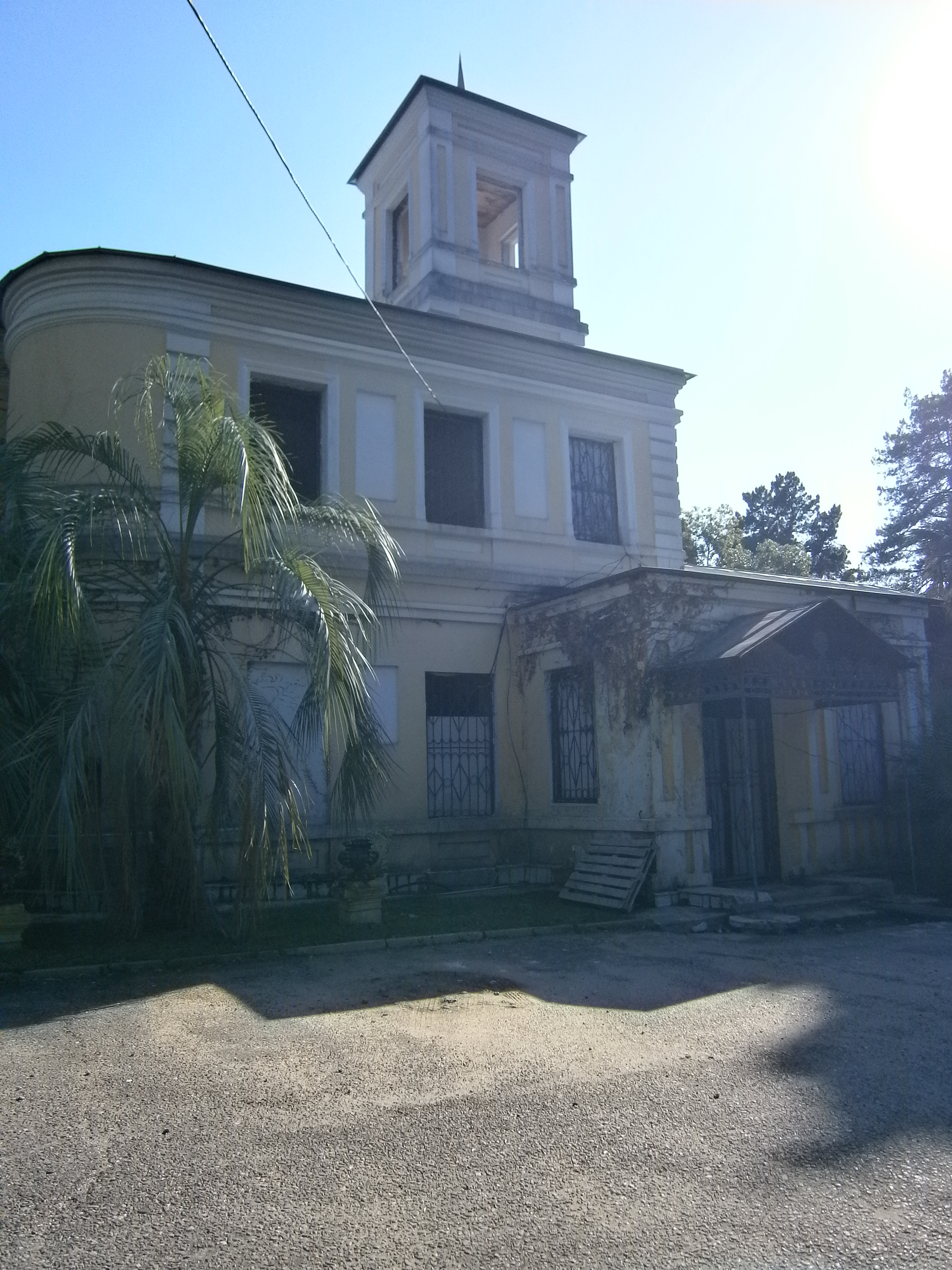
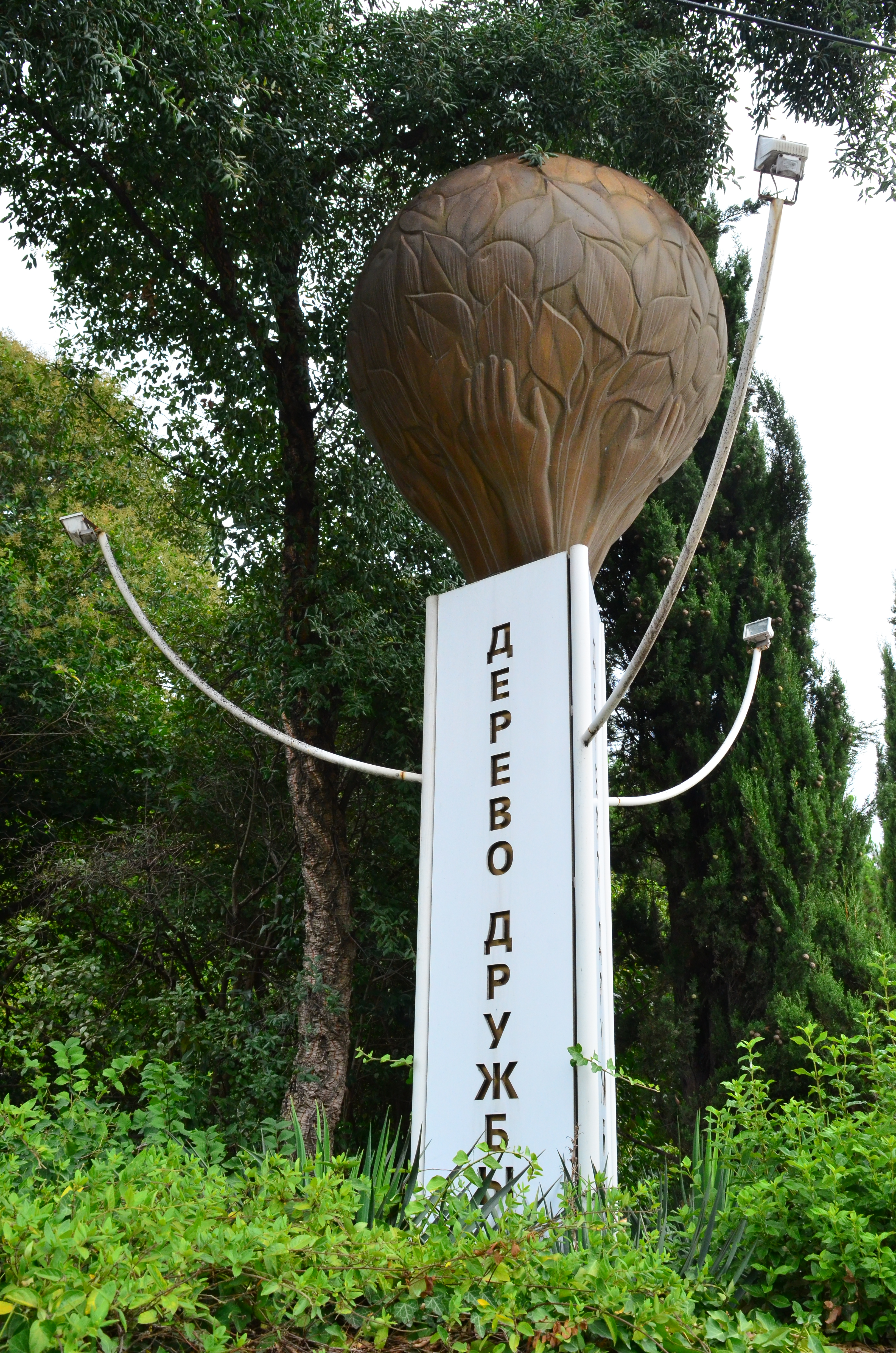
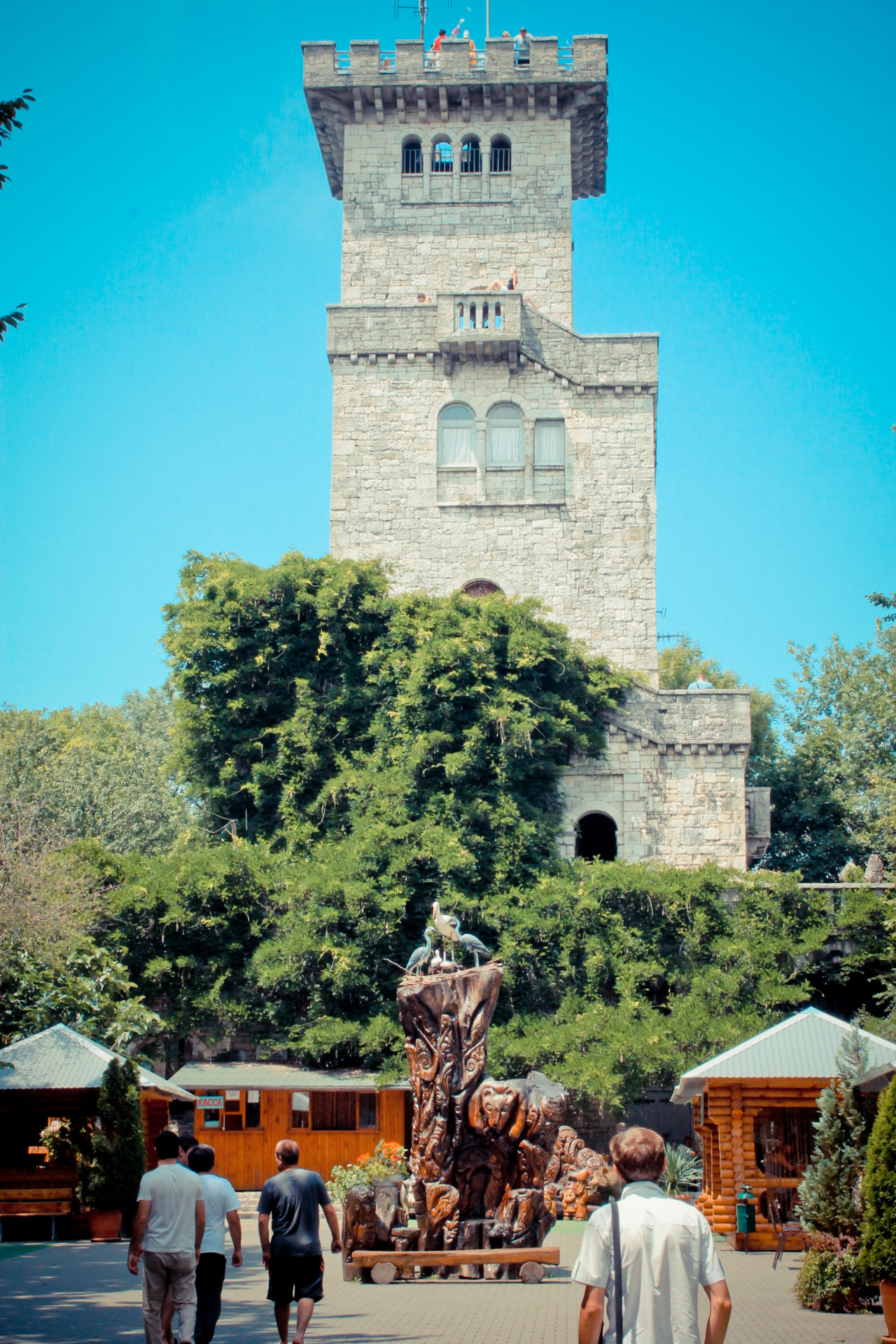
Tour Ahunskaya, observatoire d'astronomie
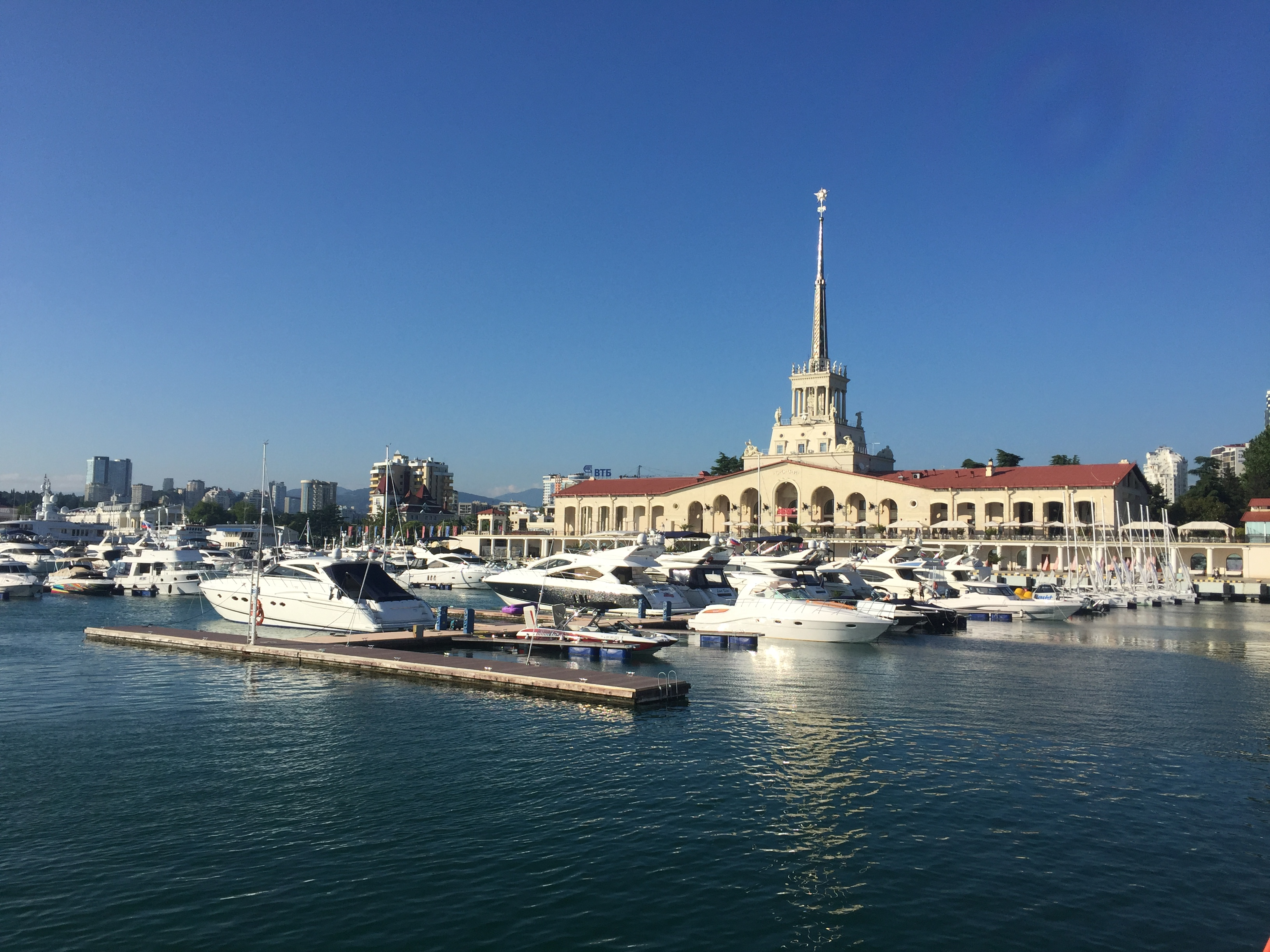
Le port